# Collégiale Notre-Dame de Dole
La collégiale Notre-Dame de Dole est l'église principale de la ville de Dole, en Franche-Comté. Rattachée au diocèse de Saint-Claude, elle dessert la paroisse Notre-Dame, du secteur paroissial de Dole-ville.
Elle est édifiée au XVIe siècle, dans un style hybride gothique-Renaissance, à l'emplacement d'une ancienne collégiale Notre-Dame dont elle hérite le nom et le statut jusqu'en 1790. De nos jours, elle continue, par tradition, d'être appelée « collégiale », malgré son érection en basilique mineure, en 1951.
Elle fait l'objet d'un classement au titre des monuments historiques depuis 1910.

## Historique
En 1277, Alix de Méranie, comtesse de Bourgogne, dans son testament souhaite faire transférer le chapitre de chanoines de Poligny à Dole. Cependant, les autorités religieuses s'y opposent.
Ce n'est qu'en 1304, que sa bru, Mahaut d'Artois, devenue comtesse de Bourgogne, parvient à faire ériger l'église Notre-Dame en collégiale.
En 1479, dans le contexte de la succession troublée de Charles le Téméraire, dernier duc souverain de Bourgogne jouissant de droits en Comté, et notamment dans la région doloise, le roi de France Louis XI tente de conquérir la Franche-Comté, s'empare de sa capitale d'alors, Dole, et la fait raser.
Peu après la mort du roi, survenue en 1483, sa fille Anne, alors régente du Royaume de France, autorise la reconstruction de la ville.
Les plans de la nouvelle collégiale, aux proportions démesurées, sont tracés dès 1483, mais il faut attendre plus de dix ans avant d'amasser le fonds nécessaires à leur concrétisation. Le 17 décembre 1508, le Conseil de Ville et des habitants se réunissent dans la grande salle du Parlement, et décident la fondation d'une commission, de neuf personnes, pour diriger les travaux et collecter de nouveaux fonds en concédant des chapelles, à la fois dans les bas-côtés et contre les piliers de la nef, avec des privilèges connexes. 
Le 9 février 1509, la première pierre est posée par l'archevêque de Besançon, Mgr Antoine de Vergy.
L'édifice est consacrée en 1571, par Mgr Claude de La Baume, archevêque de Besançon.
À la Révolution, la collégiale sert brièvement d'entrepôt, avant d'être convertie en Temple de la Raison, en 1793, puis de l'Être suprême, en 1794, pour redevenir une église catholique romaine en 1802.
En 1910, la collégiale est classée monument historique. En 1951, elle est consacrée basilique par le nonce apostolique Mgr Angelo Roncalli, devenu le pape Jean XXIII, en 1958.
En 1991, la Sainte-Chapelle est rénovée, puis l'extérieur de la collégiale en 1995, et l'intérieur de 2006 à 2009, sous la direction de l'architecte Paul Bernoud.

## Architecture
La sobriété de l'édifice, s'inscrit dans la tradition architecturale religieuse de Franche-Comté. Son caractère imposant et les dimensions de son clocher fortifié en font le symbole de la renaissance doloise et des libertés comtoises, après les meurtrissures du siège de 1479, mais aussi de la Contre-Réforme.

### Le clocher
Le clocher de la collégiale est un clocher-porche d'ouest, achevé en 1596.
Un premier dôme, inspiré de celui de l'église Santa Maria del Carignano, à Gênes, est réalisé, d'après un dessin de l'architecte Hugues Sambin, et porte le clocher à 82 m de haut. En 1636, les "1000 coups de canon" de Condé ébranlent le clocher lors du siège de la ville par les troupes françaises. Puis un violent orage entraine la chute du dôme qui crève une partie des toitures et des voûtes de l'église. 
Le nouveau couronnement, réalise dès 1640, est diminué de 9 m. Le clocher n'en reste pas moins le plus haut de Franche-Comté, et qui culmine à 73 m.
La grande entrée, en pierre de Sampans, qui le perce, est réalisée 1577, par le sculpteur Hugues le Rupt, dans une architecture Renaissance, remaniant une ancienne entrée gothique de 1555.Le porche abritait jusqu'à la Révolution française des sculptures.   

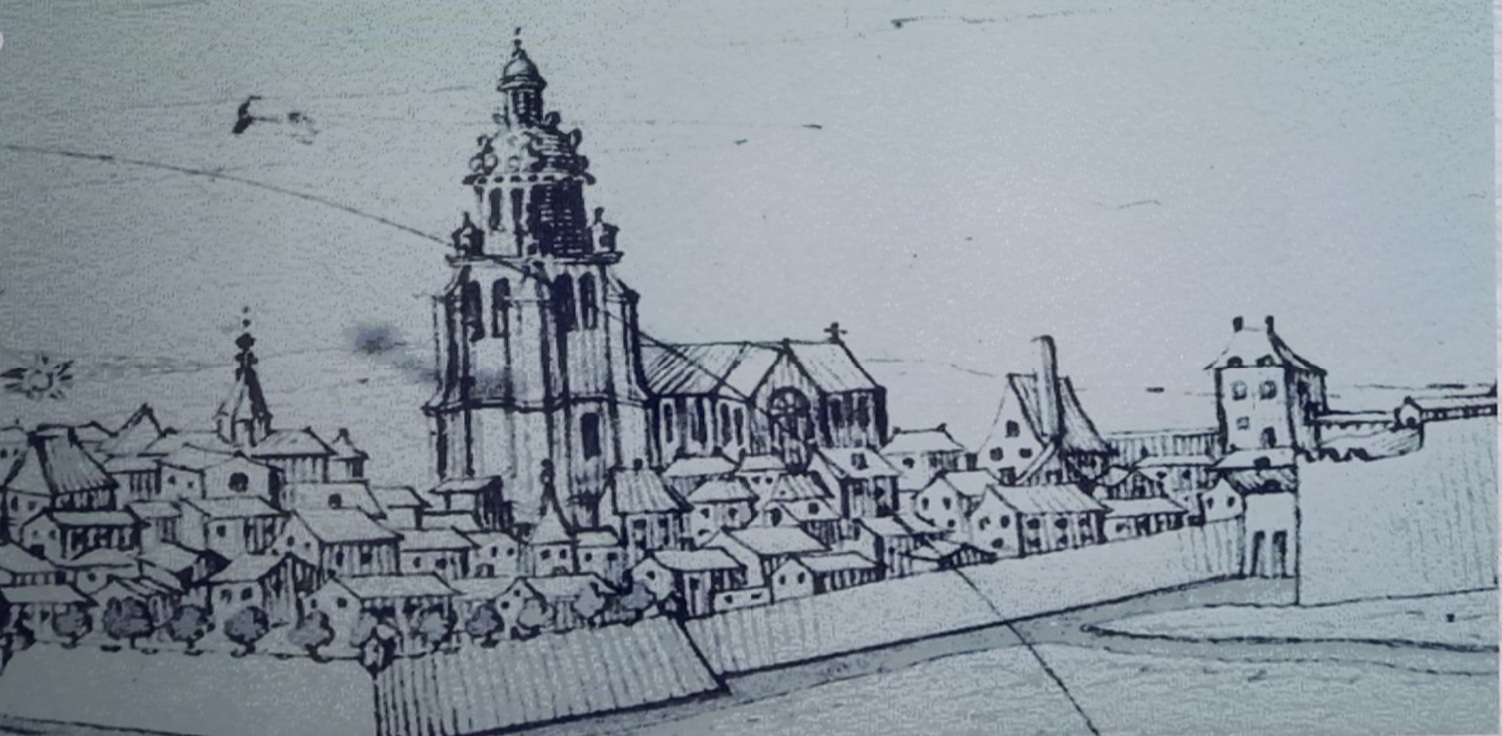
Notre-Dame de Dole et son clocher d'origine (1596), par Hugues Sambin.
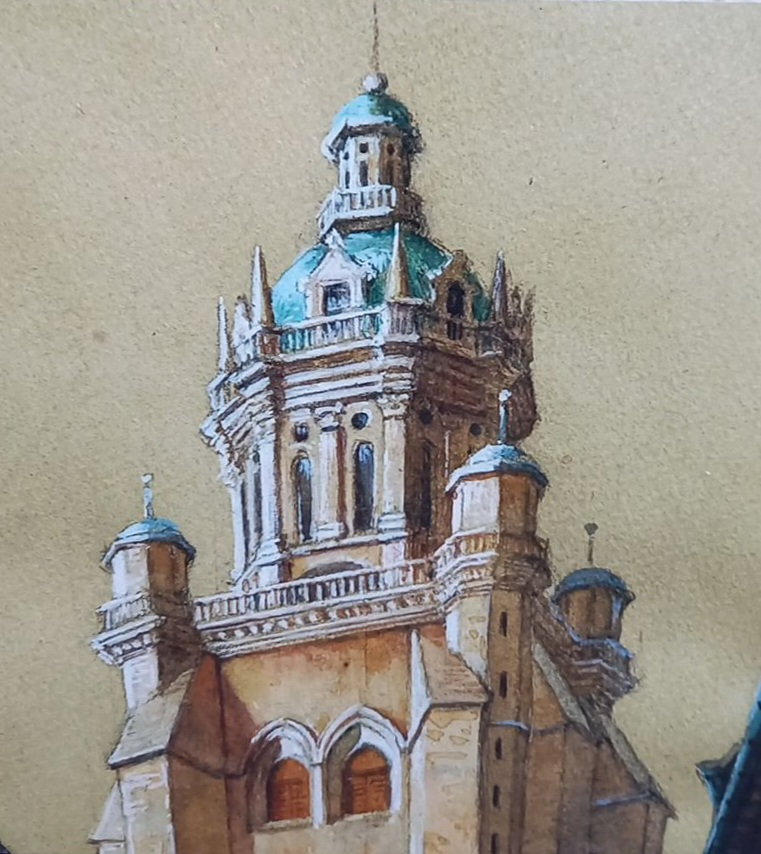
Clocher de Notre-Dame de Dole (1596), par Hugues Sambin.
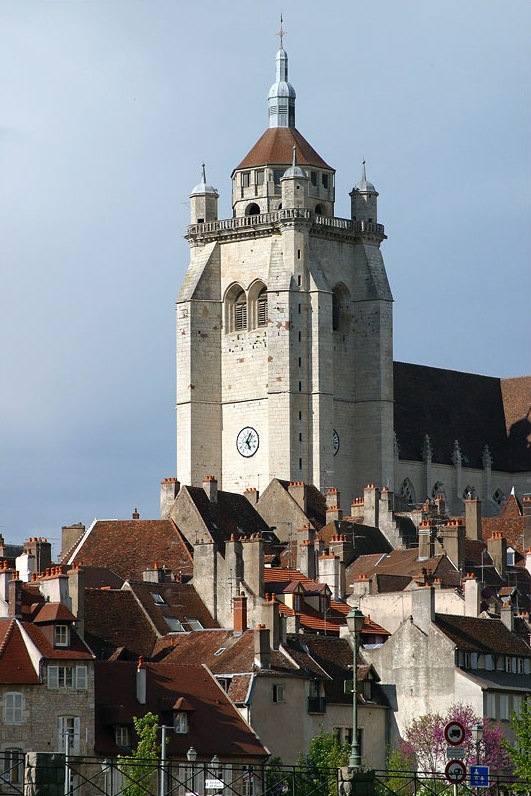
Clocher et dôme de la collégiale (1640).
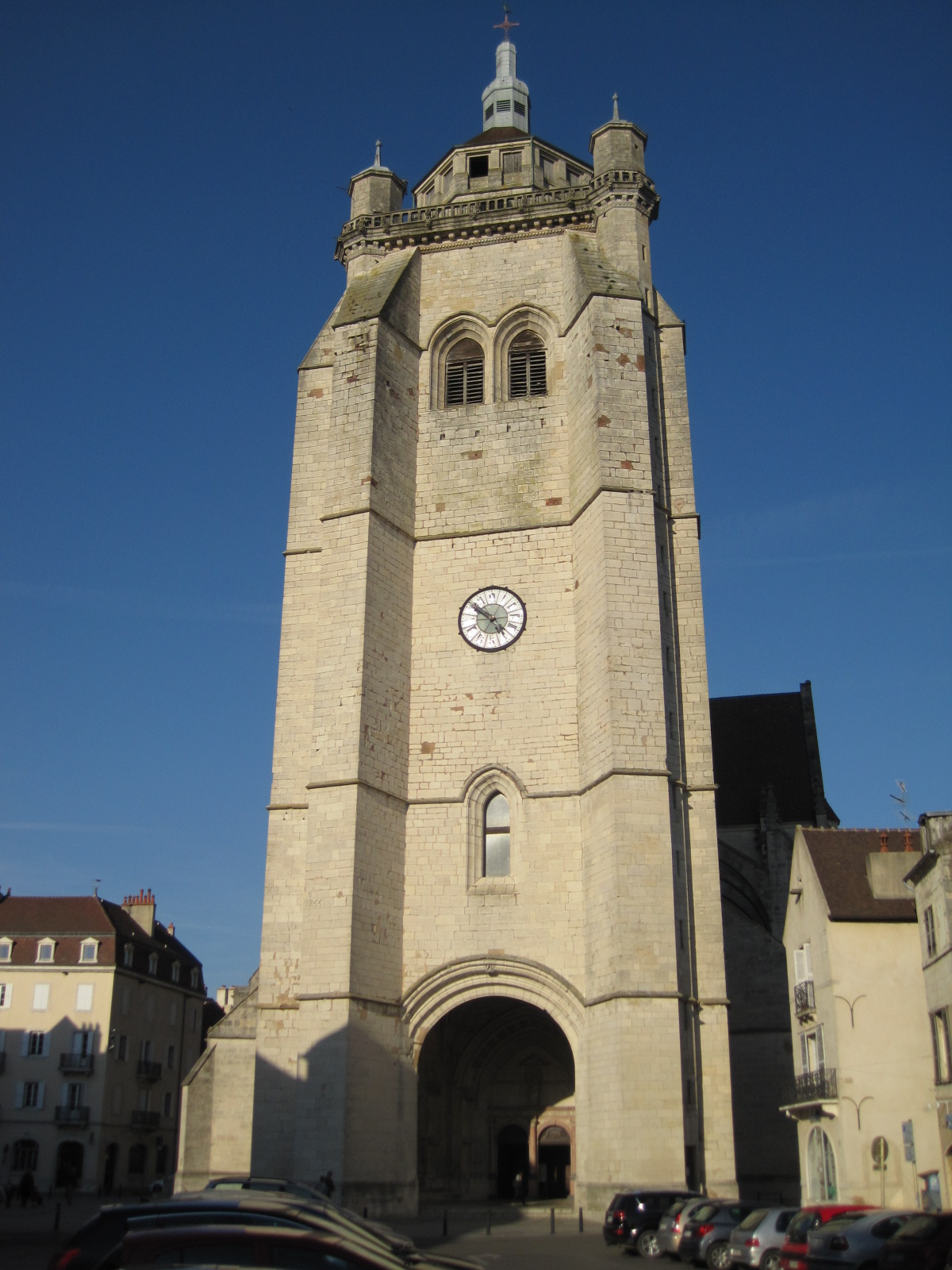
Clocher de la collégiale (1640).
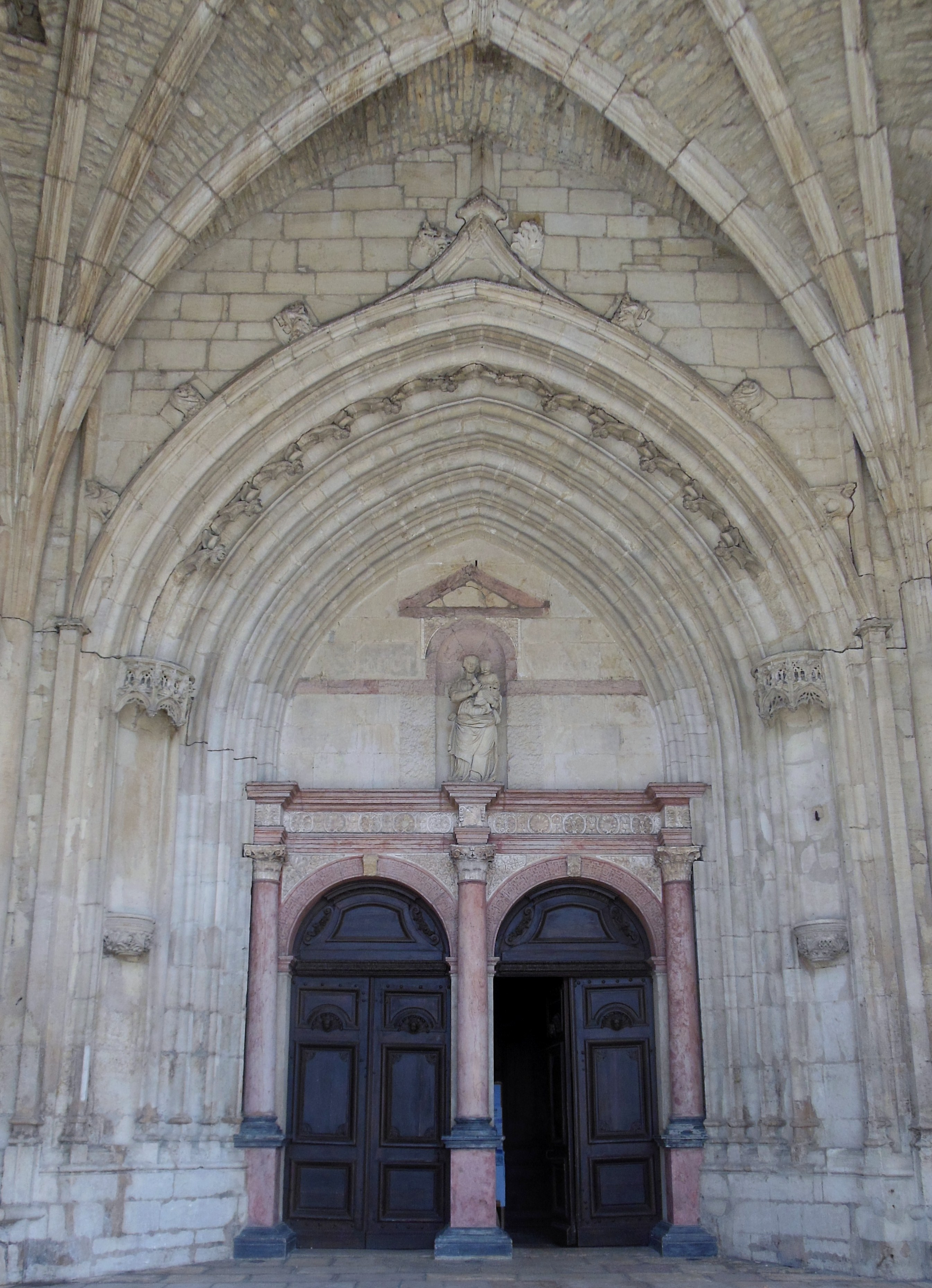
Portail ouest (1577), par Hugues le Rupt.
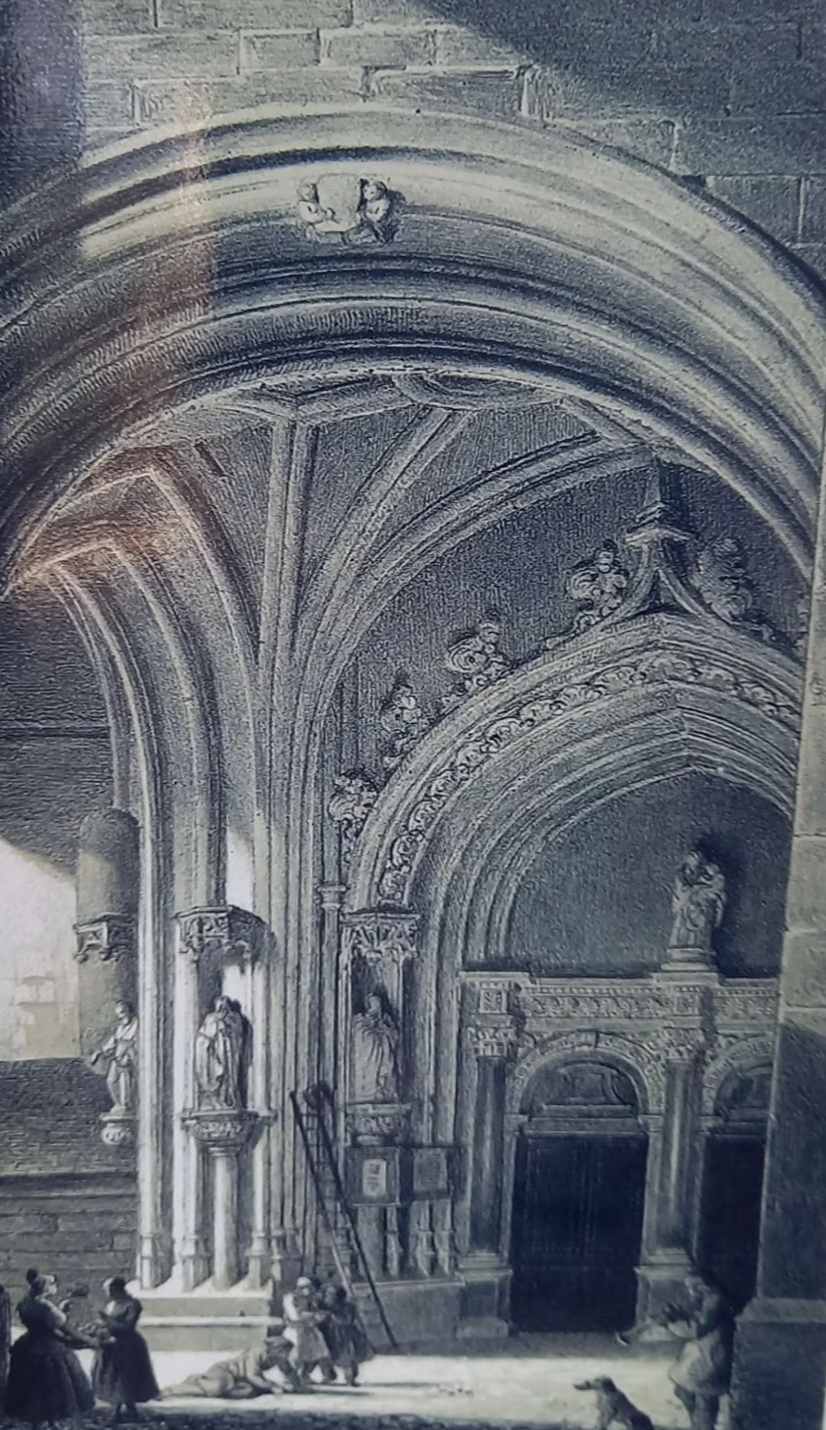
Le porche et ses statues , collégiale de Dole.

### La nef

#### Architecture générale
La nef, érigée au XVIe siècle, dans un style gothique tardif très sobre, mesure 58 m de long pour 26 m de haut (sous voûte). Elle s'élève sur deux étages et est dépourvue de triforium.
Elle comporte trois vaisseaux, dont le central est éclairé par de vastes fenêtres.
La voûte, quadripartite, repose directement sur de solides piliers cylindriques sans chapiteaux, lui conférant ainsi un grand dynamisme.

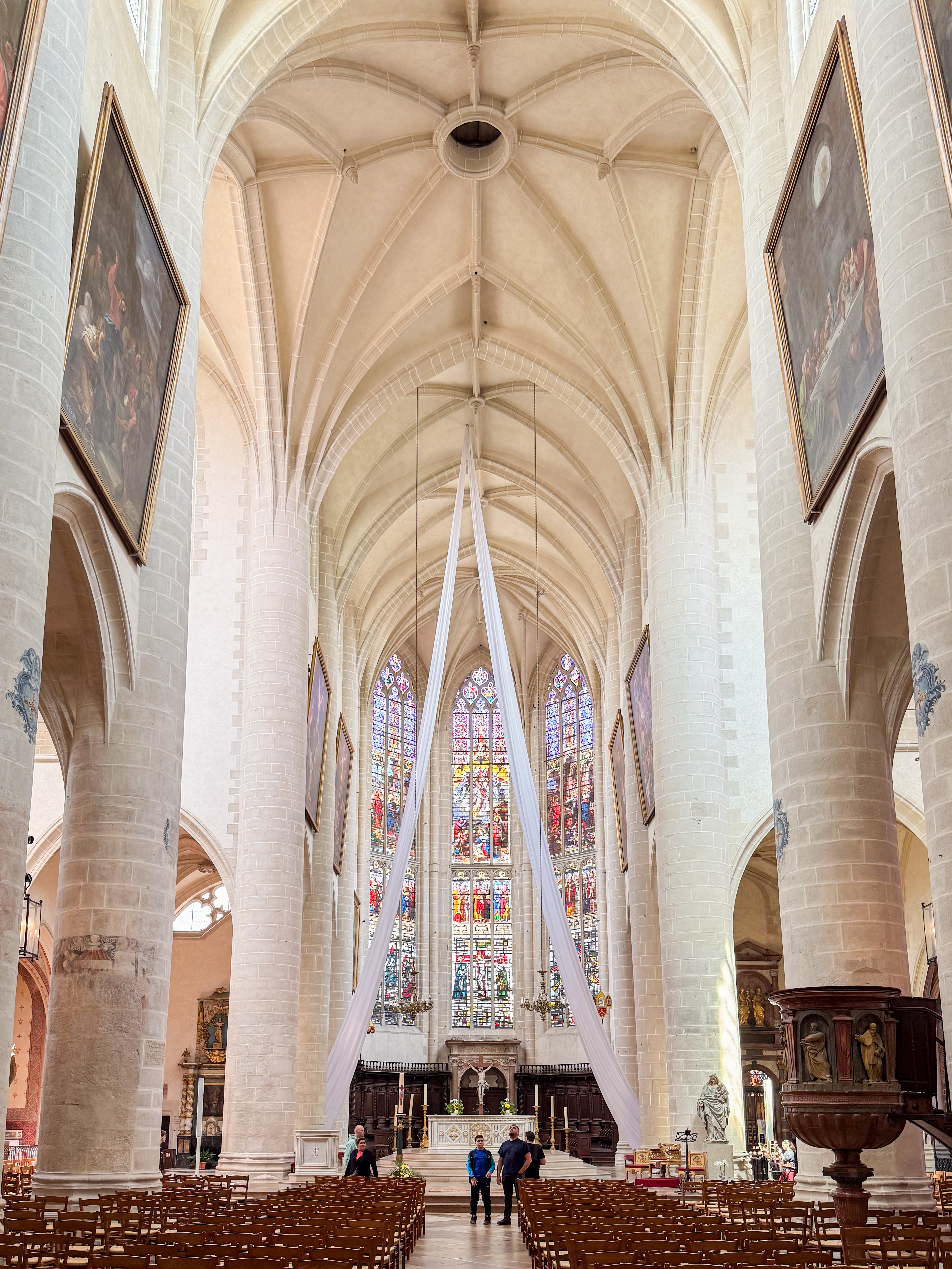
Nef (XVIe siècle).
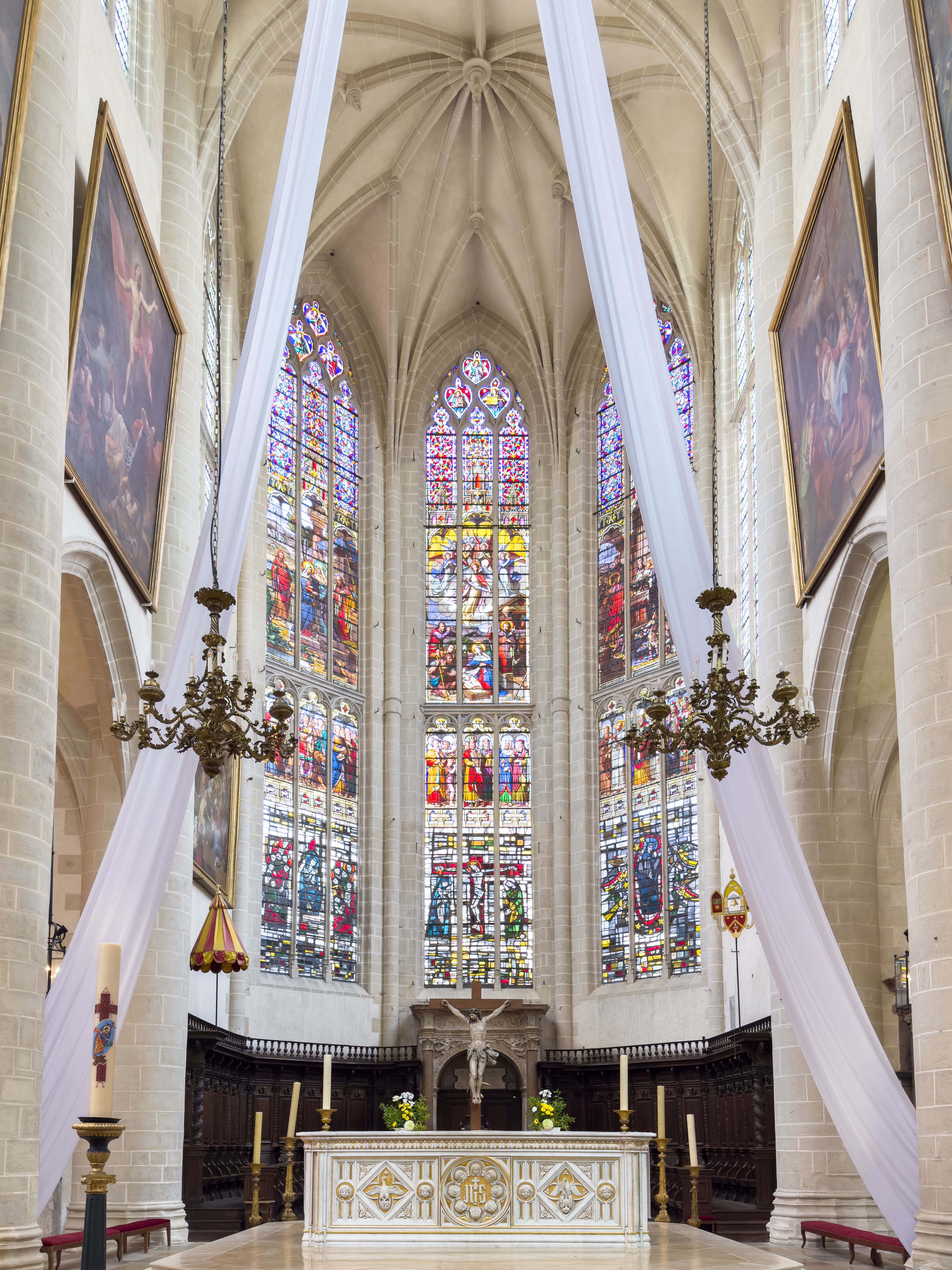
Détail des vitraux.

#### Le Jubé
Un jubé, sculpté entre 1560 et 1568, par le sculpteur Denys Le Rupt, à la demande d'Étienne Bernard, greffier au Parlement de Dole, sépare l'entrée principale du reste de l'édifice. Initialement prévu entre la nef et le chœur, il est déplacé, en 1562, sur décision des échevins de Dole, afin de ne pas briser la perspective. Il sert, depuis 1750, de tribune à l'orgue.

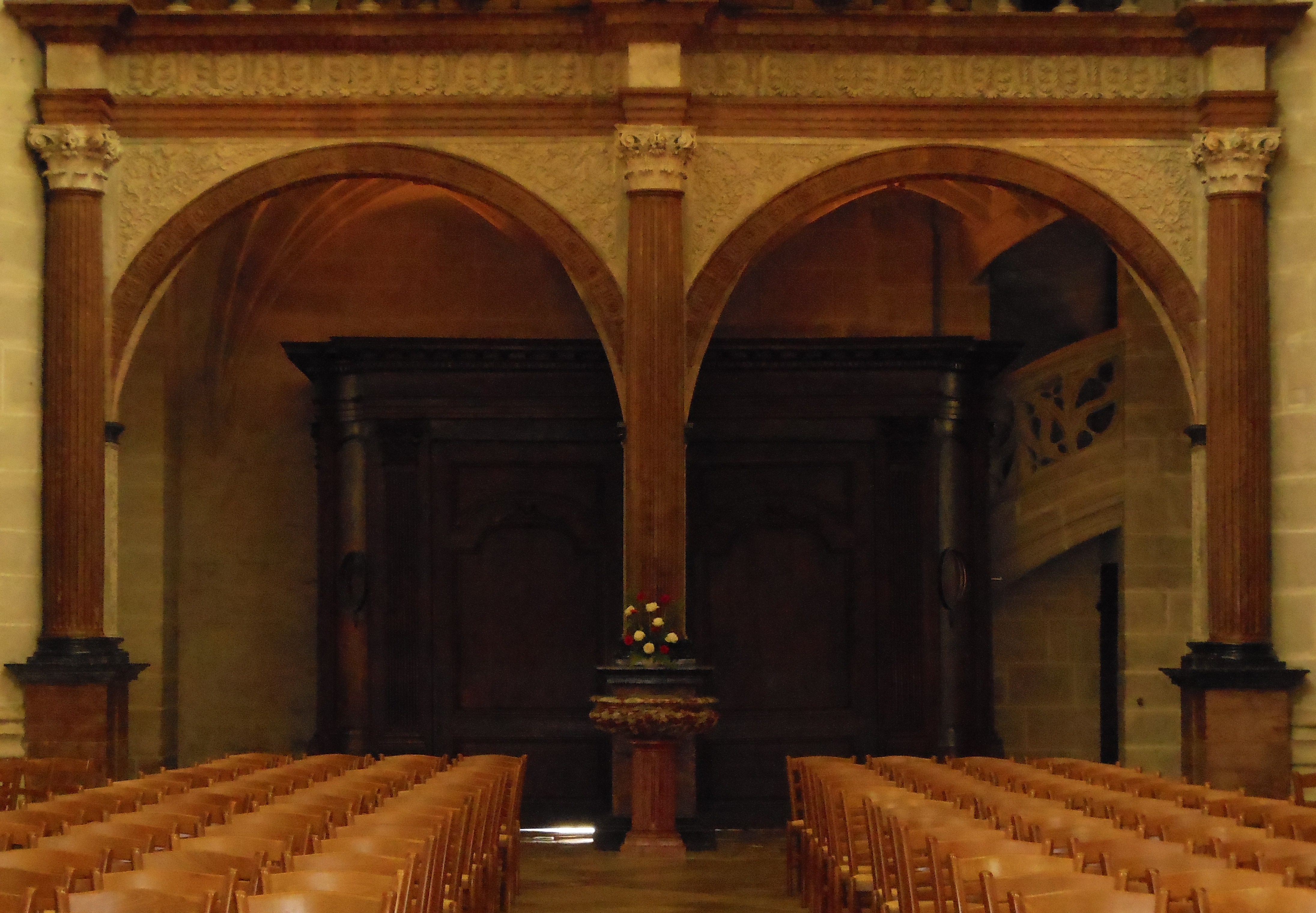
Jubé (1562-1568), par Denys Le Rupt.

#### Le mobilier liturgique
Parmi le mobilier liturgique remarquable de la nef figurent un bénitier et une chaire (1556), sculptés par Denys Le Rupt, ainsi qu'une autre chaire (XVIIIe siècle), et un baptistère (XVIIIe siècle).
Le bénitier, en marbre rouge de Sampans, se situe au pied du jubé, et la première chaire, fait du même marbre, est fixée sur un pilier sud de la nef. Cette dernière présente de grandes similitudes avec celles des églises d'Auxonne, de Saint-Jean-de-Losne (Côte-d'Or), et de Pesmes (Haute-Saône), sculptées par le même artiste et dans le même marbre.
La deuxième chaire en bois (XVIIIe siècle), peinte en trompe-l'œil, jadis placée dans la Sainte-Chapelle, est aujourd'hui fixée sur un pilier, au nord-ouest, de la nef.
Le baptistère se situe quant à lui au nord-est, contre le mur de la sacristie, à proximité du chœur.
Le font baptismal, en marbre noir, est encadré par une colonnade baroque en bois peint en trompe-l'œil, et un tableau (XVIIIe siècle) représentant le Baptême du Christ est fixé au-dessus de lui, entre les colonnes. L'ensemble est surmonté d'un dais en bois doré, sous lequel est placée une statue de La Vierge présentant l'Enfant. À sa gauche, une plaque indique l'emplacement de la première pierre posée de l'édifice, en 1509, et une seconde commémore le baptême de Louis Pasteur, en 1823.
À sa droite, l'imposante pierre tombale d'Odot de La Tour, conseiller au parlement de Dole, s'offre à nos yeux.  

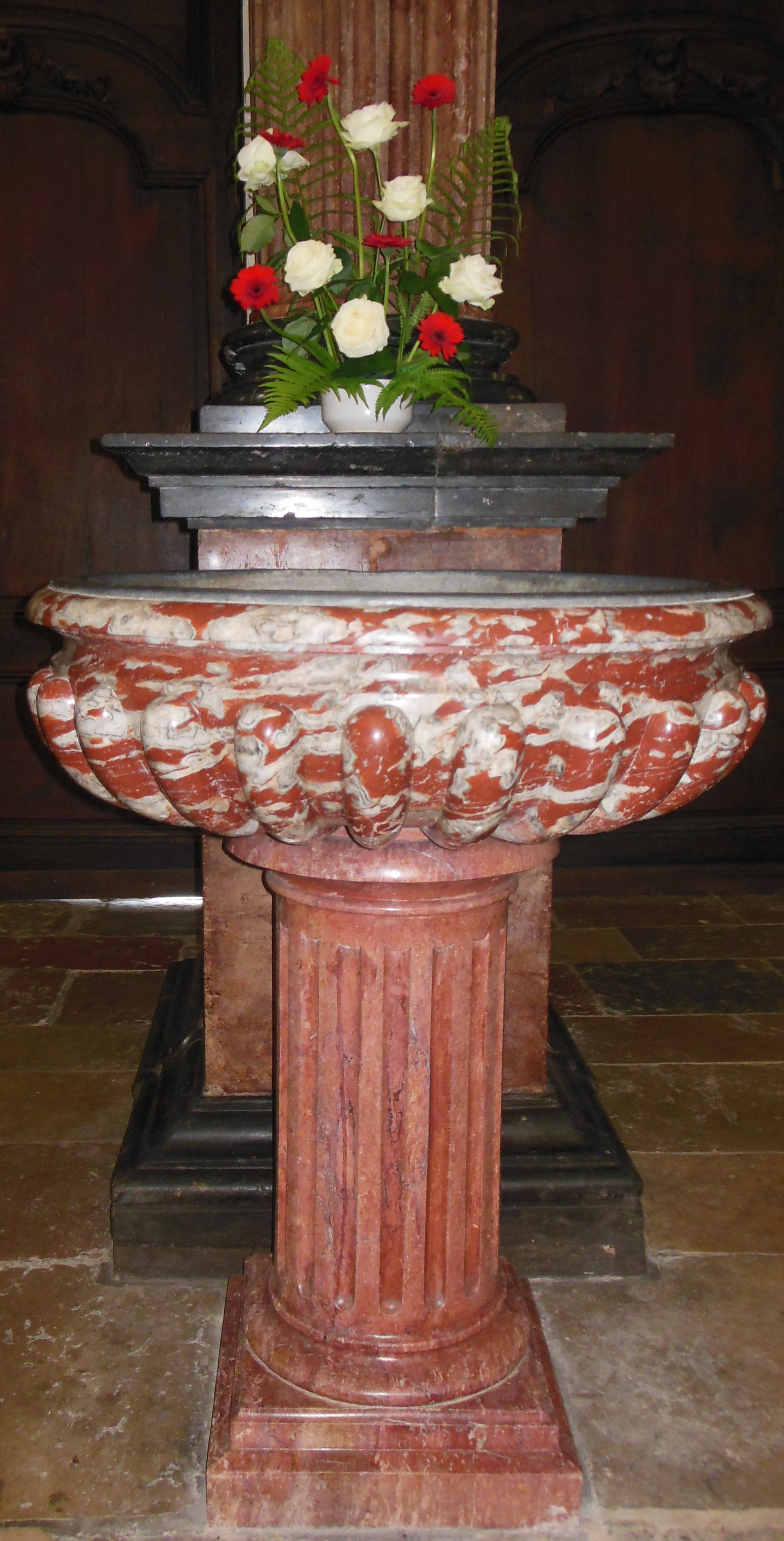
Bénitier (1556), par Denys Le Rupt.
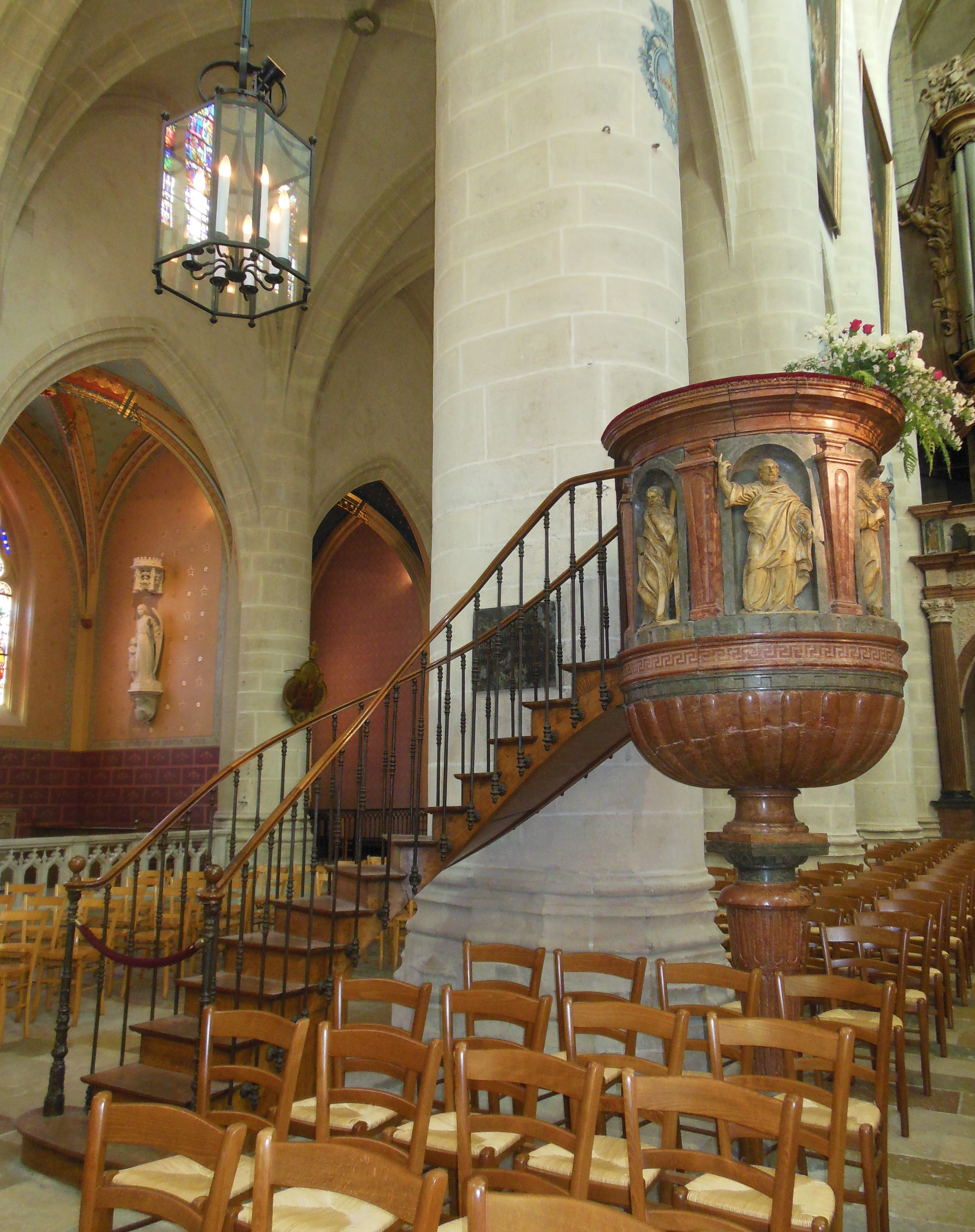
Chaire (1556), par Denys Le Rupt.
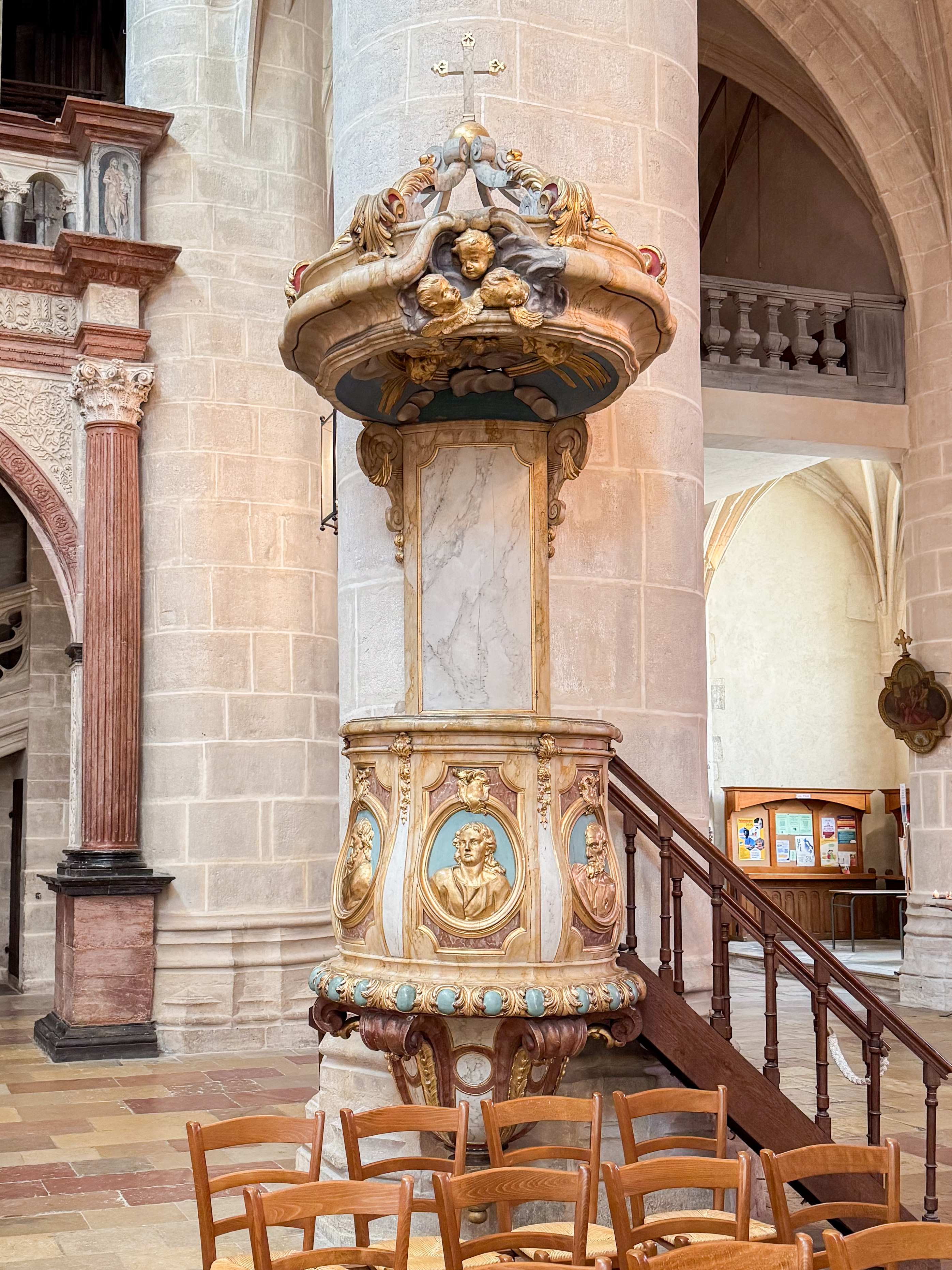
Chaire (XVIIIe siècle).
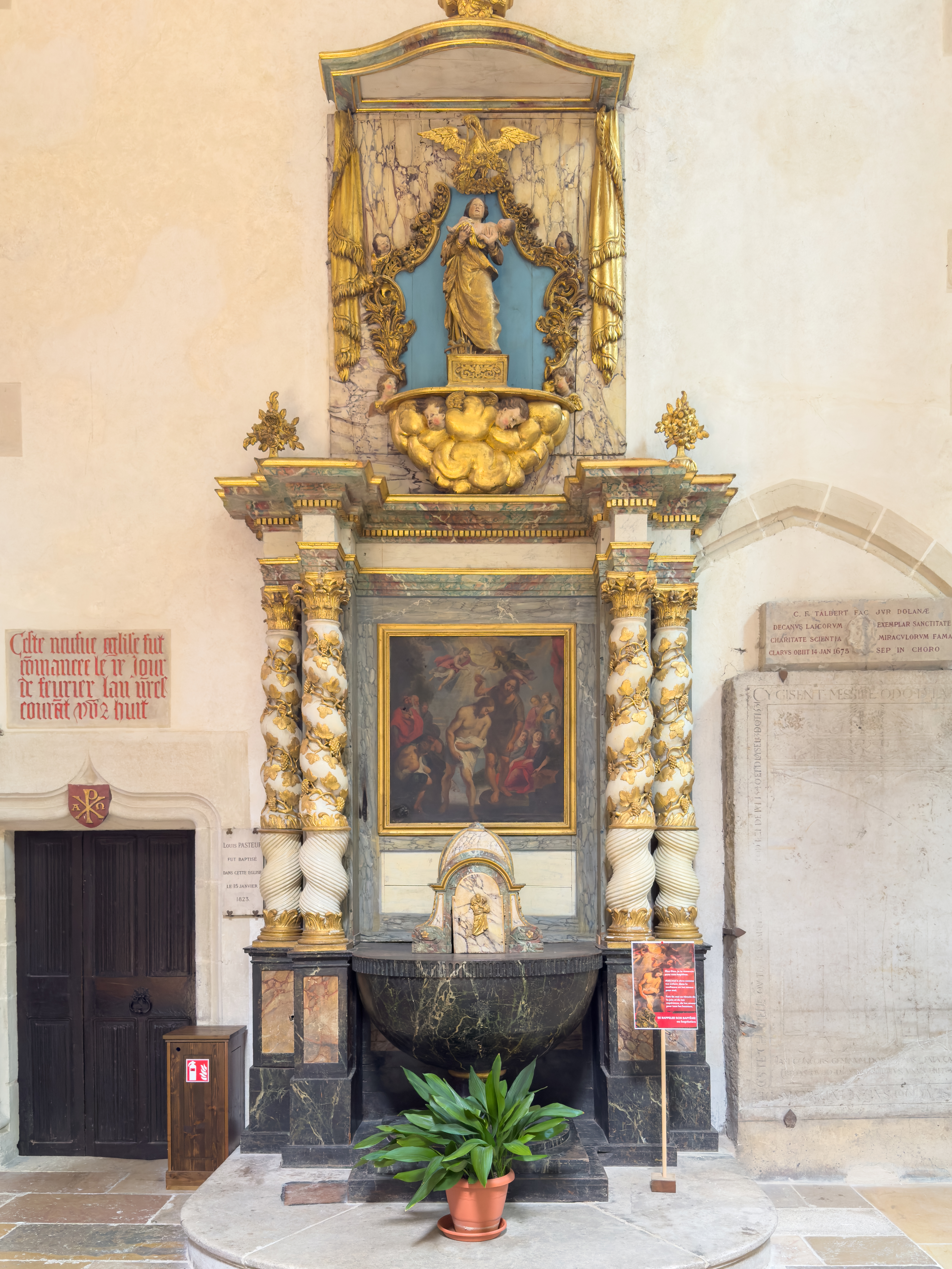
Baptistère (XVIIIe siècle).

#### Les œuvres décoratives
Parmi les œuvres décoratives de la nef, les plus remarquables sont un cycle pictural (1753-1781), peint par Laurent Pécheux, ainsi que deux statues (XVIIIe siècle), l'une de saint Jean et l'autre de saint André, sculptées par Claude-François Attiret.
Le cycle de Pécheux se compose de douze tableaux, de 4,5 x 3,5 m, relatant des épisodes de la vie du Christ. Ils sont réalisés entre 1753 et 1781, et sont acquis puis légués à la collégiale par l'abbé Claude Antoine de La Marre et des paroissiens, qui les font installées, dans la nef (8) et le chœur (4), à partir de 1765.
Les deux statues d'Attiret se situent toutes les deux, de part et d'autre de la chapelle du Rosaire. D'autres statues représentant les apôtres et les prophètes ont quitté la nef de la collégiale en 2009, pour rejoindre la chapelle du couvent Saint-Jérôme, qui abrite, depuis, l'auditorium Karl-Joseph Riepp. 

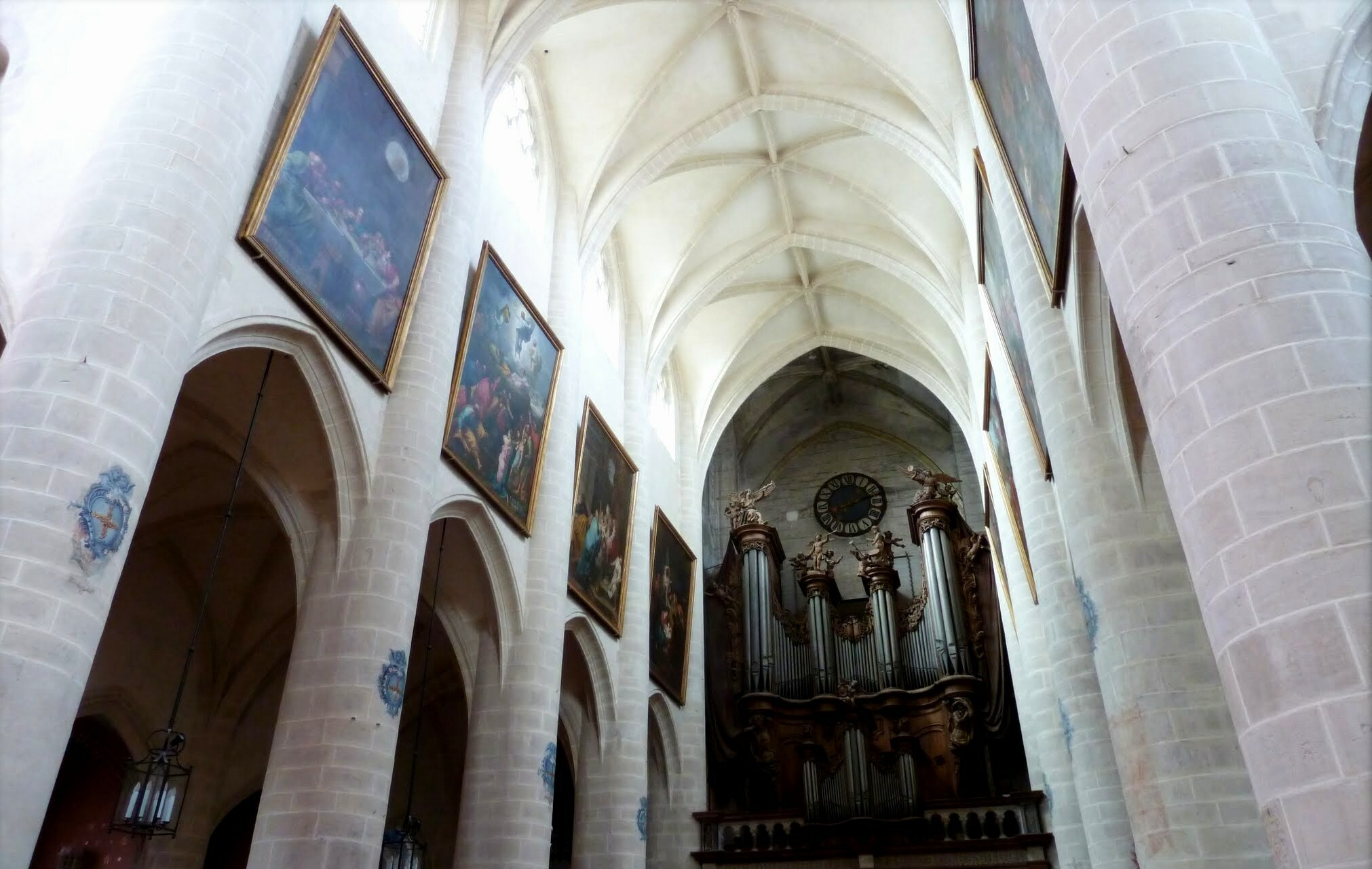
Tableaux (1753-1781), par Laurent Pécheux.
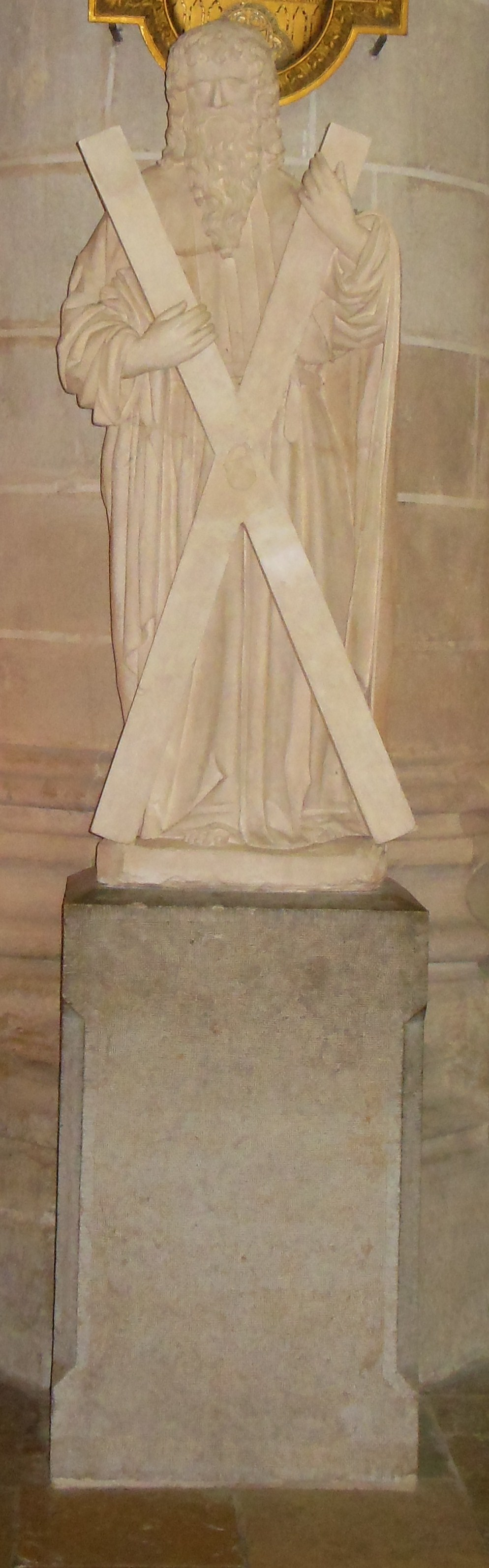
Statue de saint André (XVIIIe siècle), par Claude-François Attiret.
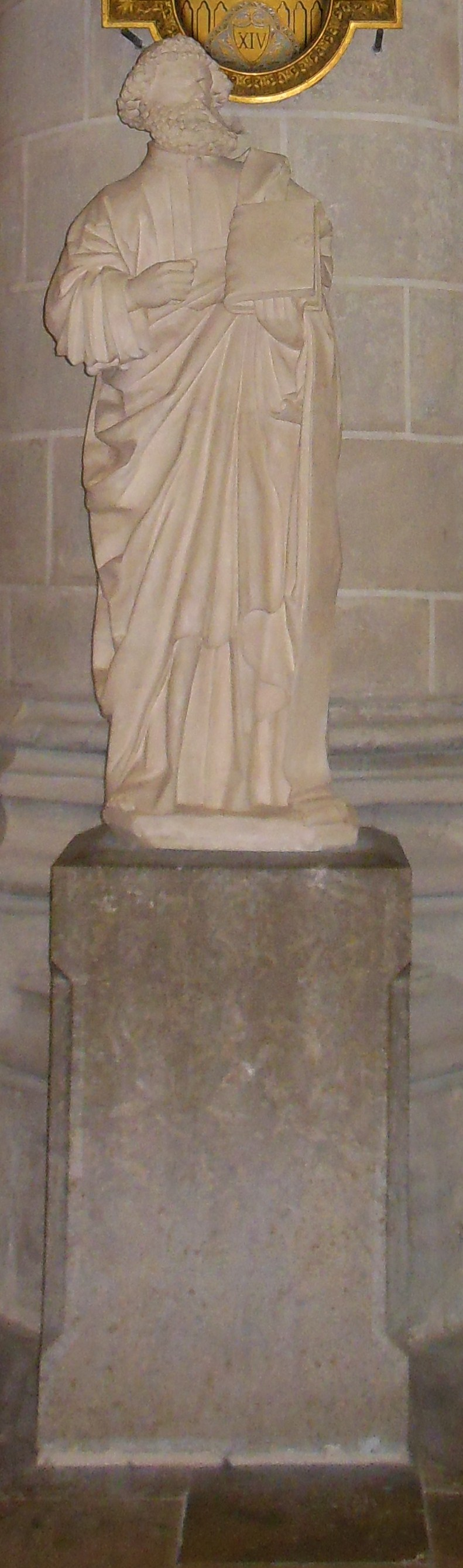
Statue de saint Jean (XVIIIe siècle), par Claude-François Attiret.

#### L'orgue
L'orgue se situe au-dessus de l'entrée principale de l'édifice et s'appuie sur le jubé de Le Rupt.
Il est construit, entre 1750 et 1754, à la suite d'une demande de l'organiste de la collégiale, se plaignant du délabrement du vieil orgue (v. 1565), installé sur une tribune du sud du transept.
Un premier orgue est signalé dans cette collégiale, vers 1565, sur une tribune dans le transept côté épître. Par un devis de réparations du facteur François Dufay de 1688, on sait que l'instrument comportait au moins deux claviers (Grand-Orgue et Positif de dos).
En 1730, les organistes se plaignent du délabrement de l'instrument qui comportait, à cette époque, apparemment plus qu'un clavier de 45 touches (CDEFGAH à c3) avec octave courte et 9 jeux, dont un à la Pédale. Le Positif semble avoir disparu en 1730.
En 1750, la décision est prise de faire construire un nouveau grand orgue. Le facteur Karl-Joseph Riepp, de Dijon (mais d'origine allemande, en Souabe) est choisi pour construire l'instrument. La construction durera jusqu'en 1754. Toutefois, dès Pâques 1753, le jeune organiste Jean-François Tapray, nouvellement embauché, peut jouer l'orgue presque terminé. L'instrument est globalement conforme aux usages français ; seuls le type de construction des soufflets et la Bombarde en bois de la Pédale évoquent une tradition plutôt germanique. L'orgue Riepp restera dans son état d'origine jusqu'en 1778.
Le buffet est l'œuvre du menuisier Claude-François Attiret et du sculpteur Michel Devosge, sur un dessin de Riepp. Ce buffet est une sorte d'archétype du buffet d'un grand orgue classique français du milieu du XVIIIe siècle. Au grand buffet, deux atlantes en torse avec draperie portent les grandes tourelles des extrémités. Les tourelles du grand buffet sont couronnées par un ensemble d'anges et angelots jouant d'instruments (trompette, flûte, timbales...). L'instrument sera placé au-dessus de l'entrée principale de l'édifice sur le jubé de Le Rupt.
La composition de l'orgue Riepp, en 1754, est connue : il comporte 4 claviers manuels et un pédalier avec Positif de dos (51 notes), Grand-Orgue (51 notes), Récit (32 notes), Écho (34 notes) et Pédale (30 notes).
En 1778, l'orgue est transformé par les successeurs immédiats de Riepp : les facteurs Joseph Rabiny et Louis Weber qui sont appelés pour réparer des dégâts occasionnés par un orage. Ils en profitent pour faire quelques modifications relativement mineures dont l'ajout de jeux de Trompette et une augmentation de la Cymbale du Grand-Orgue.
En 1787, une grande restauration va transformer l'orgue, juste avant la Révolution : ce sera l'intervention importante de François Callinet, de Rouffach. L'orgue a toujours quatre claviers manuels et un pédalier, mais le Récit est étoffé d'un Bourdon, d'une Flûte et d'un Hautbois, l'Écho s'est enrichi d'une Flûte de 8', le Grand-Orgue a lui aussi subi un apport en jeux d'anches supplémentaires (Trompette, Bombarde). François Callinet a laissé, un ensemble d'anches remarquables, dont le chœur est intense et vibrant. Pour réaliser ce plan, il augmente la capacité d'alimentation en vent de l'instrument.
Après la période révolutionnaire, l'organiste Antoine Lerouge, aussi un peu facteur d'orgues, complète l'instrument avec des jeux provenant de l'orgue Riepp du couvent des Bernardines. Il ajoute, au Positif, un Cornet, une Trompette et un Basson sur les trois chapes vides. Le Basson ne durera pas longtemps et c'est probablement le facteur Louis Chavan qui le remplaça par le Cromorne qui existe toujours et qui pourrait bien provenir aussi de l'orgue du couvent des Bernardines.
En 1830, à la demande d'Ignace Müller, organiste de 1825 à 1878, les facteurs Joseph et Xavier Stiehr dotent l'orgue d'un grand Récit de 54 notes avec, notamment, une Gambe, un Salicional, un Basson. Une Gambe sera aussi ajoutée au clavier d'Écho. La Pédale va aussi s'étoffer d'un Violoncelle de 8' et d'une Gambe de 4'. L'orgue comprend alors 58 jeux sur quatre claviers manuels et pédalier, alors que celui de Callinet (1787-88) comprenait un peu plus de 40 jeux. L'arrivée de ce grand Récit est une première, pour 1830, en France. Ce plan sonore préfigure les grands Récits qu'installeront, un peu plus tard, de grands facteurs tels que Cavaillé-Coll ou Merklin.
En 1854-56, les facteurs Xavier Stiehr et Félix Mockers interviennent. L'orgue, après ces travaux, comptera 63 jeux sur quatre claviers manuels et pédalier. C'est à ce moment que les sommiers de Pédale sont placés de chaque côté des tourelles d'extrémité et qu'on installe des draperies de toile peinte pour dissimuler ces tuyaux dépassant du buffet Riepp d'origine. Cette restauration est réalisée à l'économie, ce qui épargne, par chance, bien du matériel instrumental ancien. Toutefois, la soufflerie (huit soufflets cunéiformes) est remplacée par une soufflerie de type Walcker, mis au point par le fameux facteur allemand Walcker de Ludwigsburg, avec six pompes cubiques placées sur la tribune latérale, côté DO.
Entre 1856 et 1959, aucun travail décisif n'a été effectué sur l'orgue sauf le remplacement des pompes Walcker par une soufflerie avec réservoirs superposés à plis parallèles, installée par Charles Mutin, en 1920.
En 1958, la réunion de Michel Chapuis, originaire de Dole, de Jacques Beraza, titulaire depuis 1955, et du facteur Philippe Hartmann, allait aboutir à des décisions audacieuses dont le résultat fut une série de modifications de la disposition de la tuyauterie afin de rapprocher l'instrument de son style d'origine. Les travaux sont réalisés en 1959 avec des moyens réduits. Hartmann ne touche pas à la mécanique, restée intacte depuis 1856, mais il cherche à recomposer l'orgue pour en mettre en valeur, notamment, la partie instrumentale du XVIIIe siècle. Les divisions de Grand-Orgue et de Positif furent débarrassés des jeux de 8 pieds un peu trop nombreux (gambes, jeux de fonds en 8'). Les anches de Callinet, dispersées par Stiehr, furent regroupées selon le schéma de 1787.
Dans les années 1960-70, l'analyse plus complète de la tuyauterie ancienne a permis de reconstituer le Nasard, la Quarte et le Bourdon de 8' du Grand-Orgue.
Enfin, six soufflets cunéiformes neufs sont placés en 1992 par Jean Deloye en complément de la soufflerie Mutin de 1920.

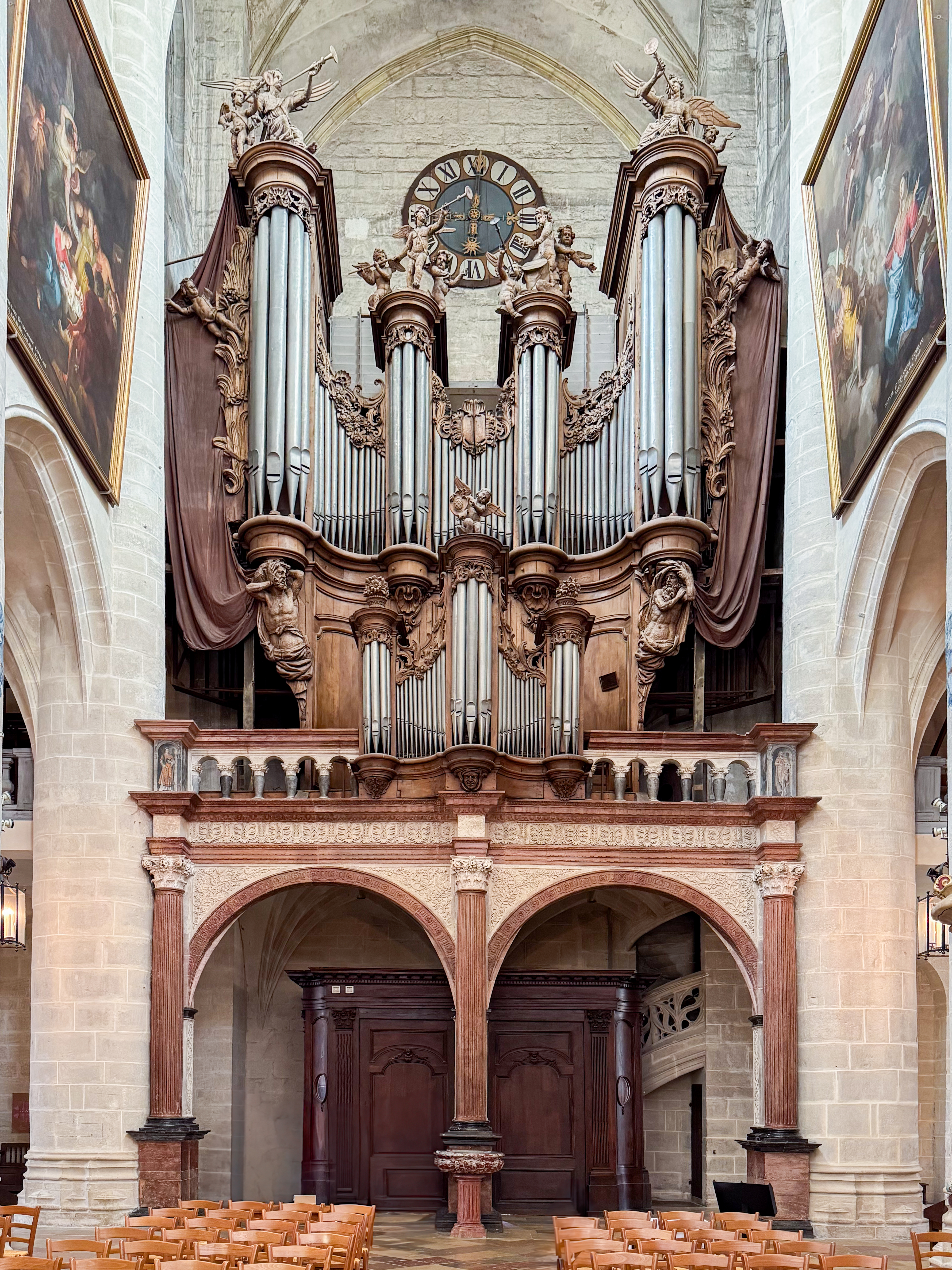
Orgue (1750-1754), par Karl Joseph Riepp.

Depuis 1964, l'orgue est accordé au tempérament inégal et la composition est la suivante : 

##### Positif 54 notes (Do 1 - Fa 5)
| - Montre 8 - Prestant 4 - Cornet V - Flûte 4 - Bourdon - Nasard 2 2/3 - Doublette 2 | - Tierce 1 3/5 - Fourniture-Cymbale IV - Voix humaine 8 - Cromorne 8 - Trompette - Clairon |

##### Grand Orgue 54 notes (Do 1 - Fa 5)
| - Montre 16 - Montre 8 - Cornet V (Sol 2 - Fa 5) - Bourdon 16 - Prestant 4 - Quarte de Nasard - Tierce 1 3/5 - Nasard 2 2/3 | - Grosse Tierce 3 1/5 - Doublette 2 - Fourniture V - Cymbale III - Bombarde 16 - 1ère Trompette 8 - Clairon 4 - 2ème Trompette 8 |

##### Récit 54 notes (Do 1 - Fa 5)
| - Cornet IV + Flûte forte (2 rangs, Bourdon et Flûte) (Sol 2 - Fa 5) - Montre 8 - Prestant 4 - Bourdon 16 - Flûte 16 - Flûte conique 8 - Bourdon 8 - Sifflet 1 - Flûte 4 | - Larigot 1 1/3 - Flûte 2 - chape vide - Clarinette 8 - Cor Anglais 8 - Hautbois 8 (Sol 2 - Fa 5) - Clairon 4 - Tremblant fort hors d'usage, registre existant à la console - Tremblant doux dans le porte-vent, tirant de registre disparu de la console |

| - Voix humaine - Hautbois 8 (sol 2 - fa 5) - Trompette 8 (sol 2 - fa 5) - Flûte 2 - Bourdon 8 - Flûte 4 - Montre 8 - Tremblant doux | - Clairon 4 - Trompette 8 - Bombarde 16 - Doublette 2 - Violoncelle 8 - Gambe 4 - Contrebasse 16 - Flûte 8 - Flûte 16 |

##### Accouplements à tiroirs
- positif / grand orgue
- récit / grand orgue

##### Registres débranchés
- Tirage des trois jeux d'anches : Bombarde, Trompette, Clairon de pédale
- Tirage des quatre jeux d'anches : Bombarde, 1ère trompette, 2ème trompette, Clairon du grand orgue
- Tirage des quatre jeux d'anches: 1ère Trompette, Clairon, Cornet, 2ème Trompette (actuellement Voix humaine) du positif.

### Le transept
Le transept mesure 33 m de long. Chaque extrémité est percée d'un portail de style gothique, achevés en 1555, par le sculpteur Antoine le Rupt, et d'une verrière.
Le portail nord est similaire au portail sud, si ce n'est qu'il supporte une statue de Jean et deux autres d'anges, dont l'autre est dépourvu.

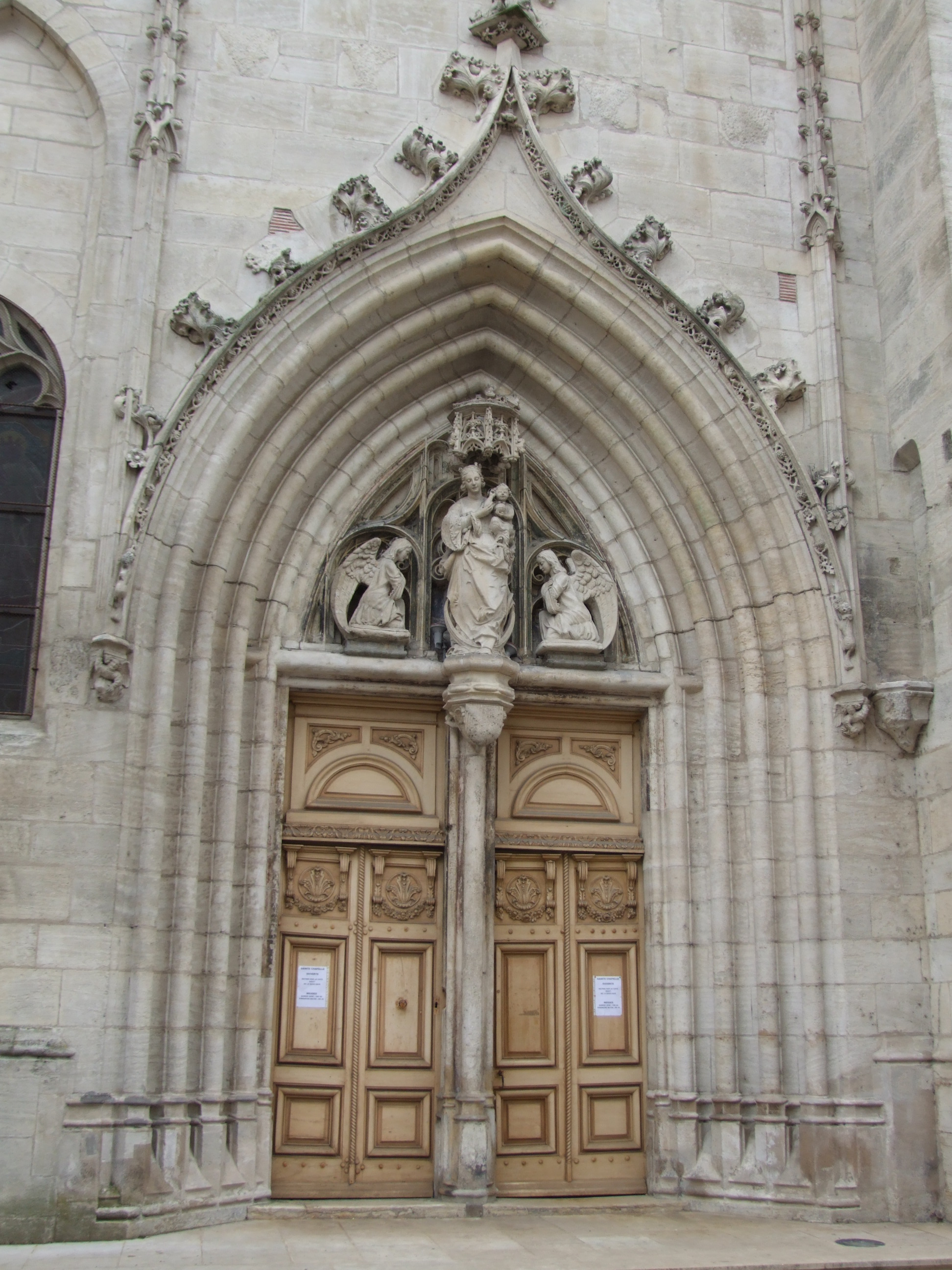
Portail nord (1555), par Antoine Le Rupt.
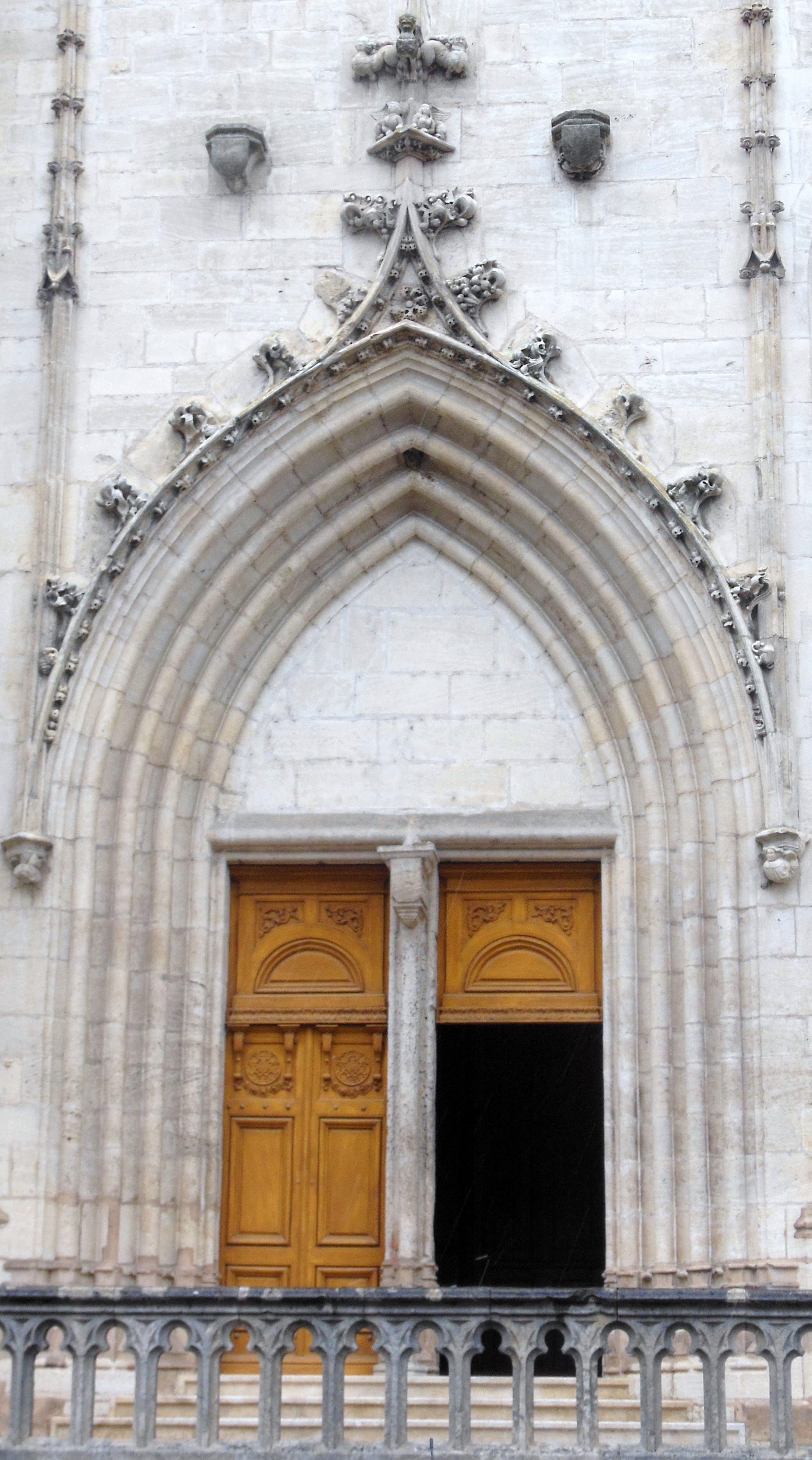
Portail sud (1555), par Antoine Le Rupt.

Le vitrail nord (1957), réalisé par Jacques Le Chevallier, représente des saints liés à l'histoire religieuse de Dole, dont sainte Colette, réformatrices des ordres des Clarisses et des Franciscains, et saint François de Sales, fondateur de l'Ordre de la Visitation, dont les règles ont été observées dans les couvents de la ville.
Le vitrail sud (1933), réalisé par Jacques Grüber, représente la Nativité de Marie.  

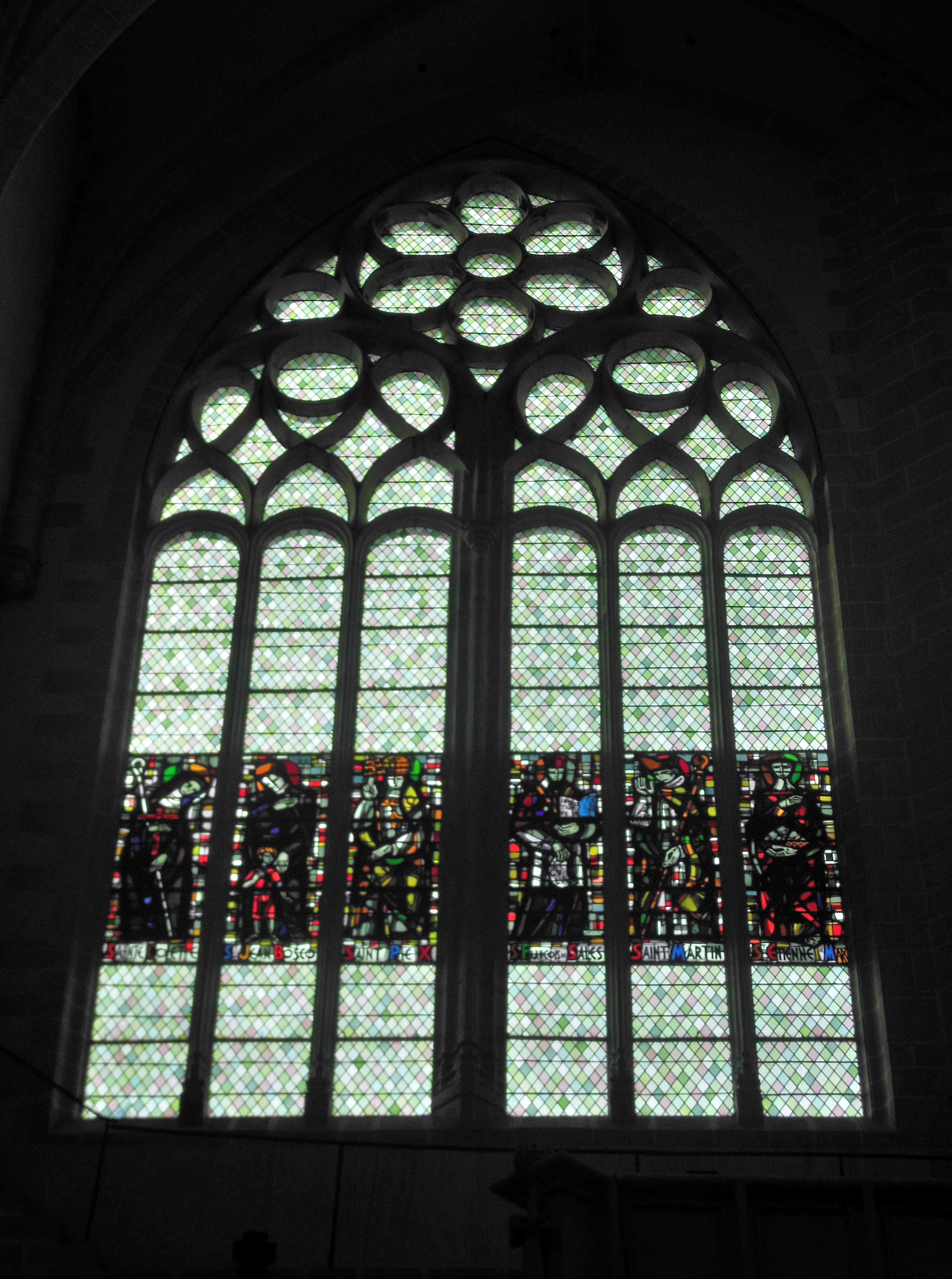
Vitrail nord du transept (1957), par Jacques Le Chevallier.
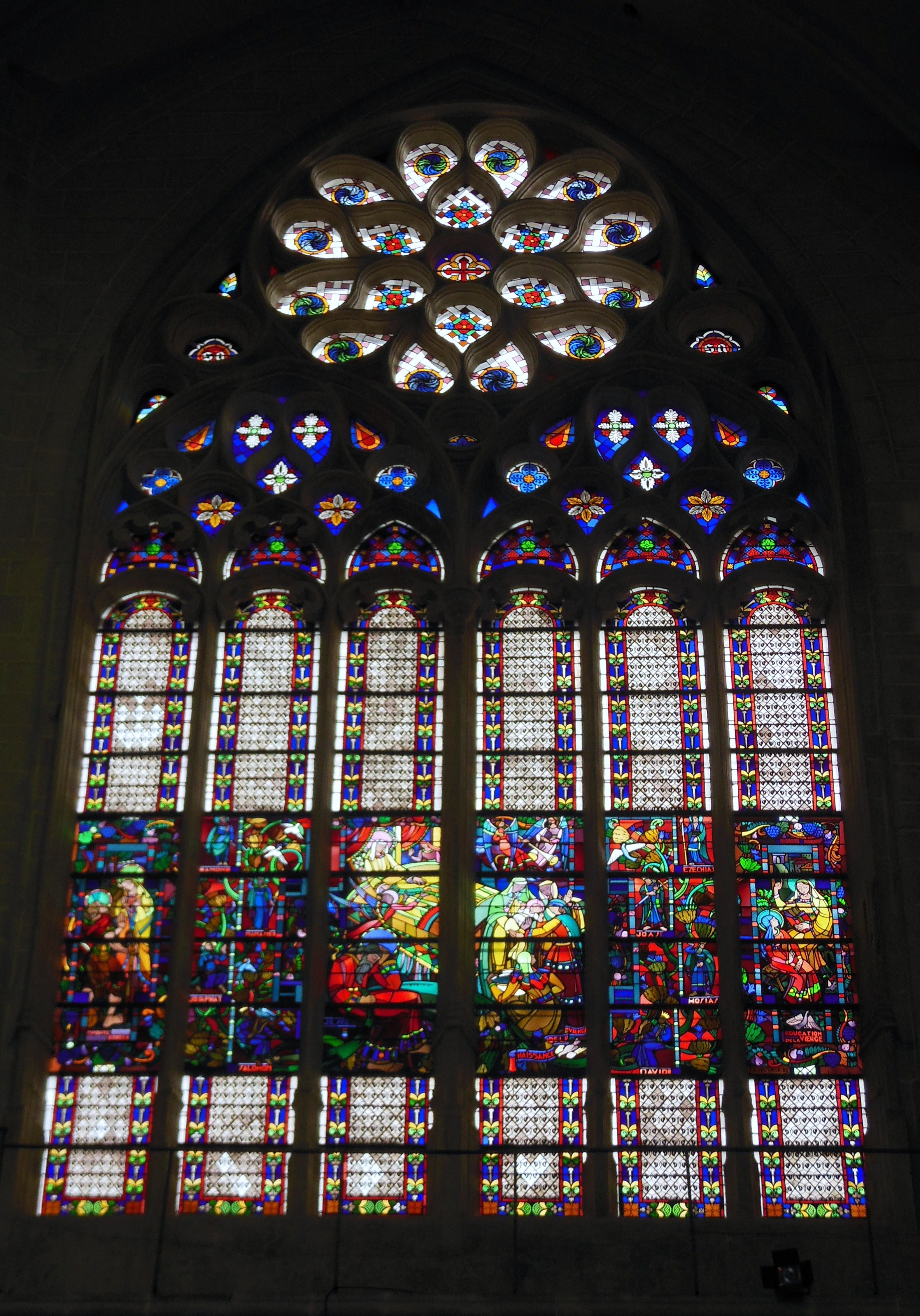
Vitrail sud du transept (1933), par Jacques Grüber.

### Le chœur

#### Architecture générale
Le chœur est profond de deux travées encadrées de bas-côtés. L'abside et les chapelles orientées qui le cernent comportent des pans coupés dans lesquels s'ouvrent de grandes baies.
Au fond du chœur, encadrant la porte de la sacristie, subsiste une partie, en marbre d'Italie et en pierre marbrière de Sampans, du tombeau disparu de Jean Carondelet, chancelier de Flandre et de Bourgogne et de Marguerite de Chassey son épouse, réalisé au milieu du XVIe siècle par le sculpteur Jean Mone à la demande de leur fils Jean, archevêque de Palerme et abbé commendataire de Montbenoît.

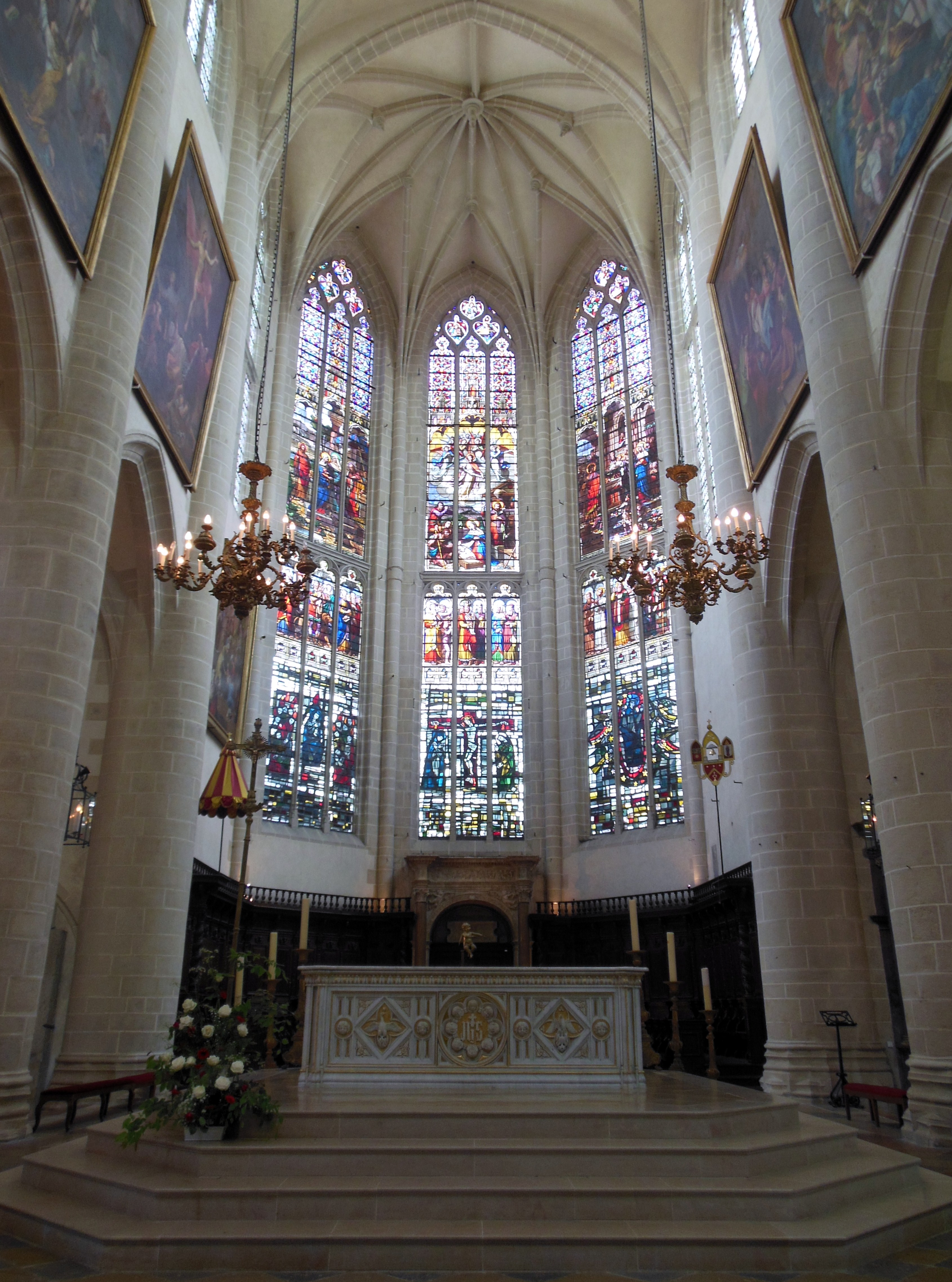
Chœur (XVIe, XVIIIe, XIXe siècle).
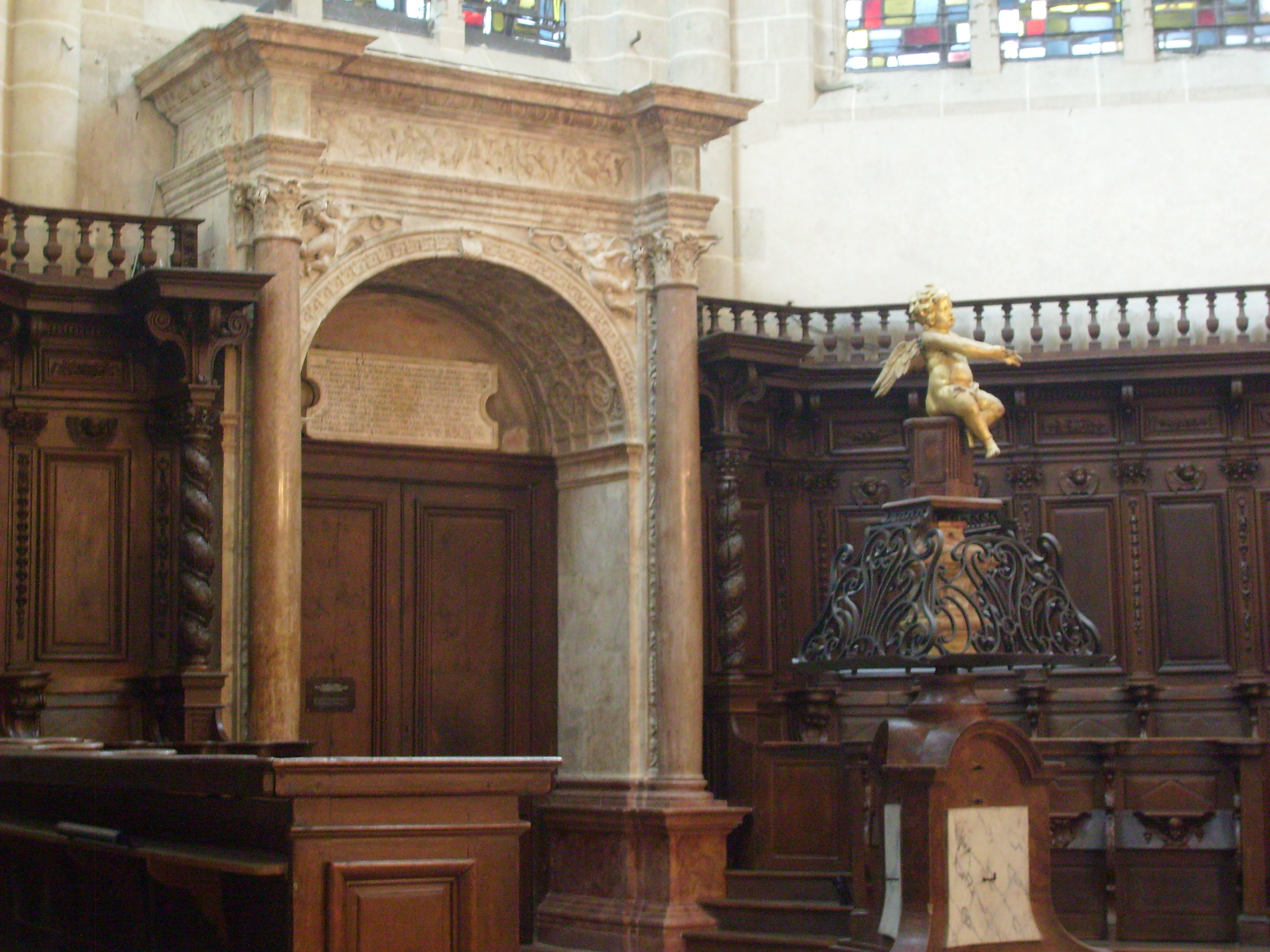
Ancien tombeau du chancelier Jean Carondelet et de Marguerite de Chassey son épouse (milieu du XVIe siècle).

#### Le mobilier liturgique
Le chœur est couvert de boiseries contre lesquelles sont les stalles (XVIIIe s). L'ombrellino et le tintinnabule, attributs basilicaux obtenus en 1951, sont visibles de part et d'autre.
Un lutrin (1765) en marbre et fer forgé, surmonté d'un angelot doré, réalisé d'après un dessin de Nicolas Nicole, se dresse au centre du chœur.
L'autel, partie basse d'un ancien maître-autel de 1850, est installé devant et trois candélabres sont disposés de part et d'autre.
Des banquettes ferment les accès latéraux au chœur. 

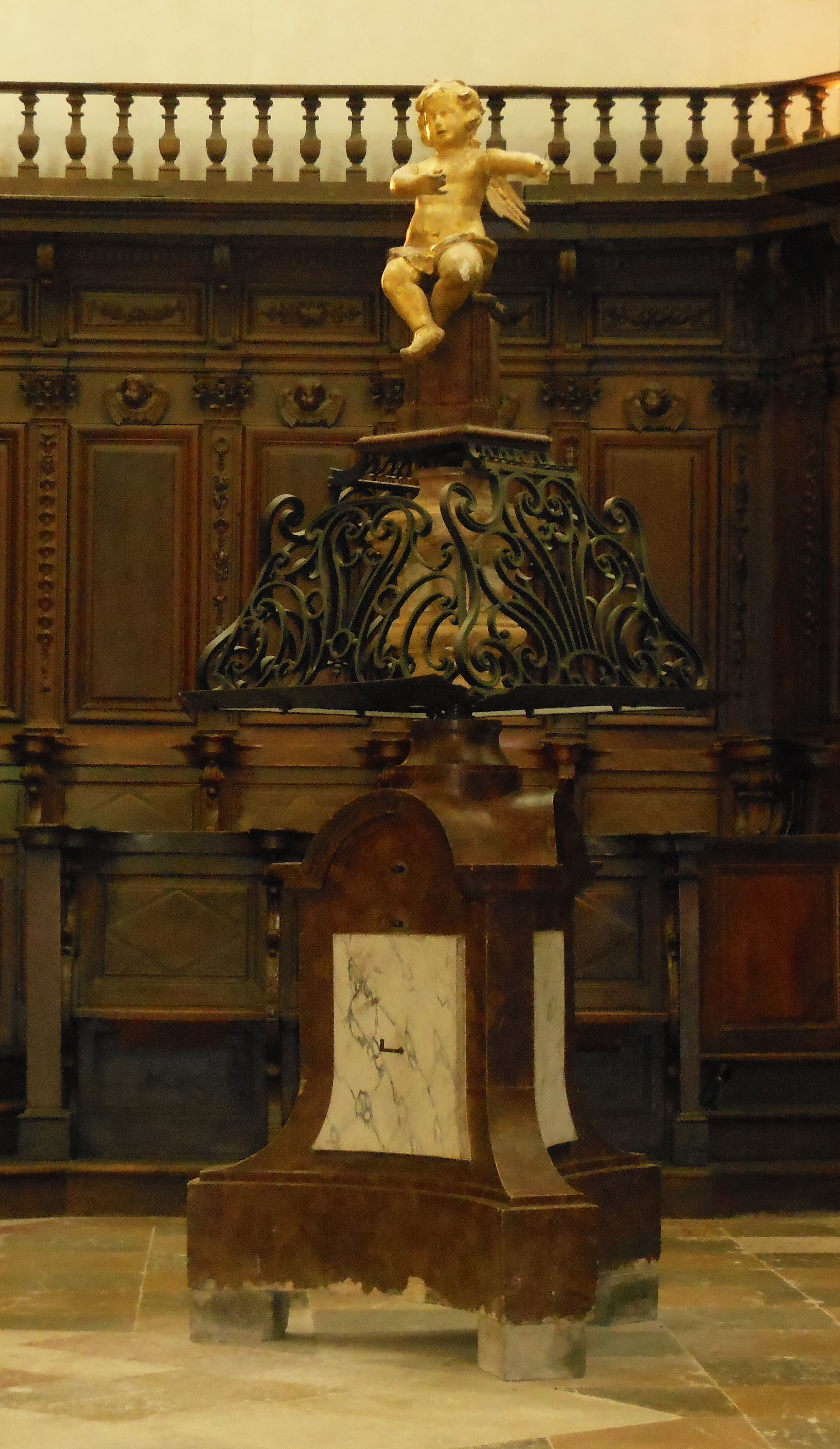
Lutrin (1765), par Nicolas Nicole.
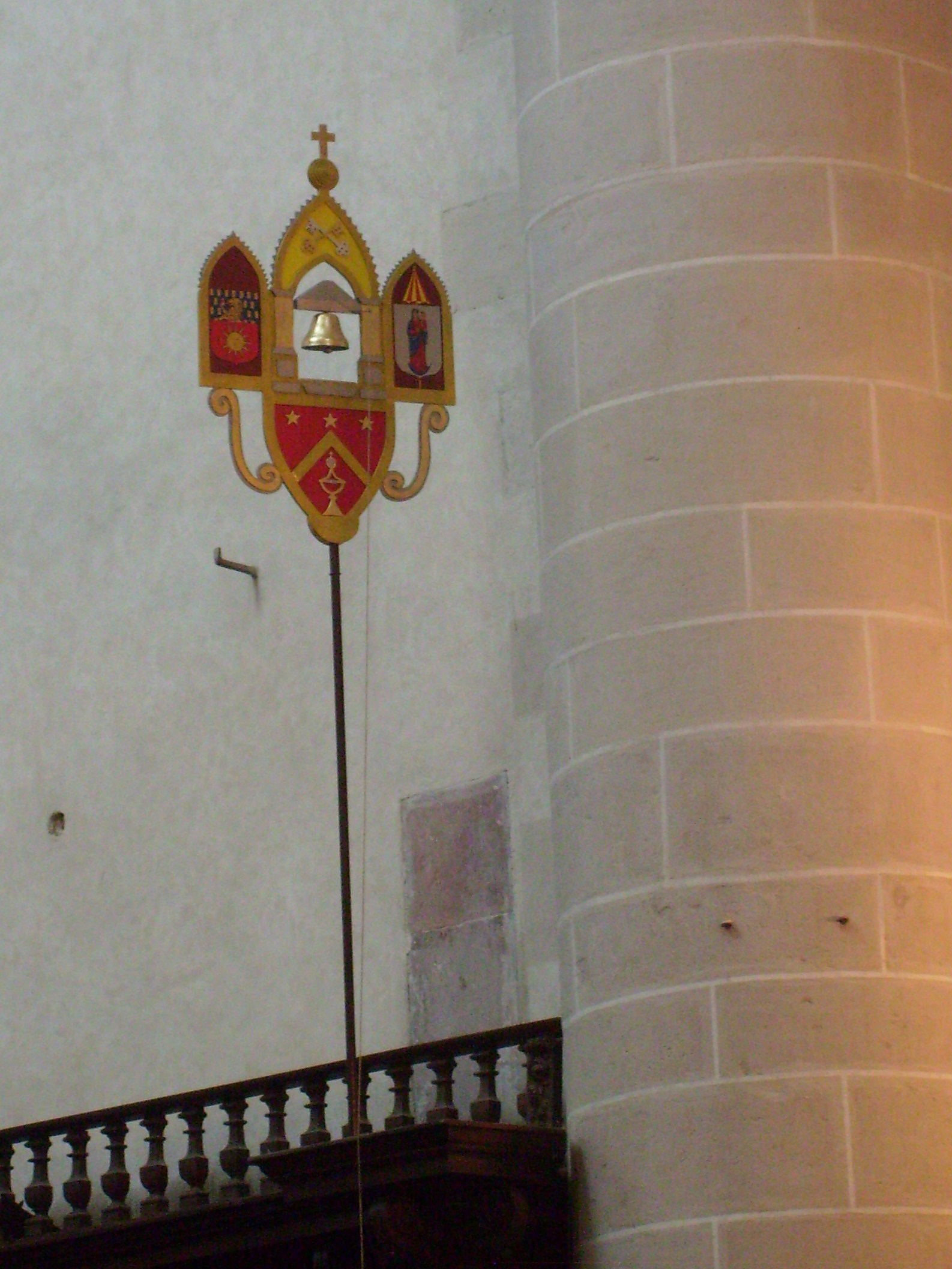
Tintinnabule (1951).
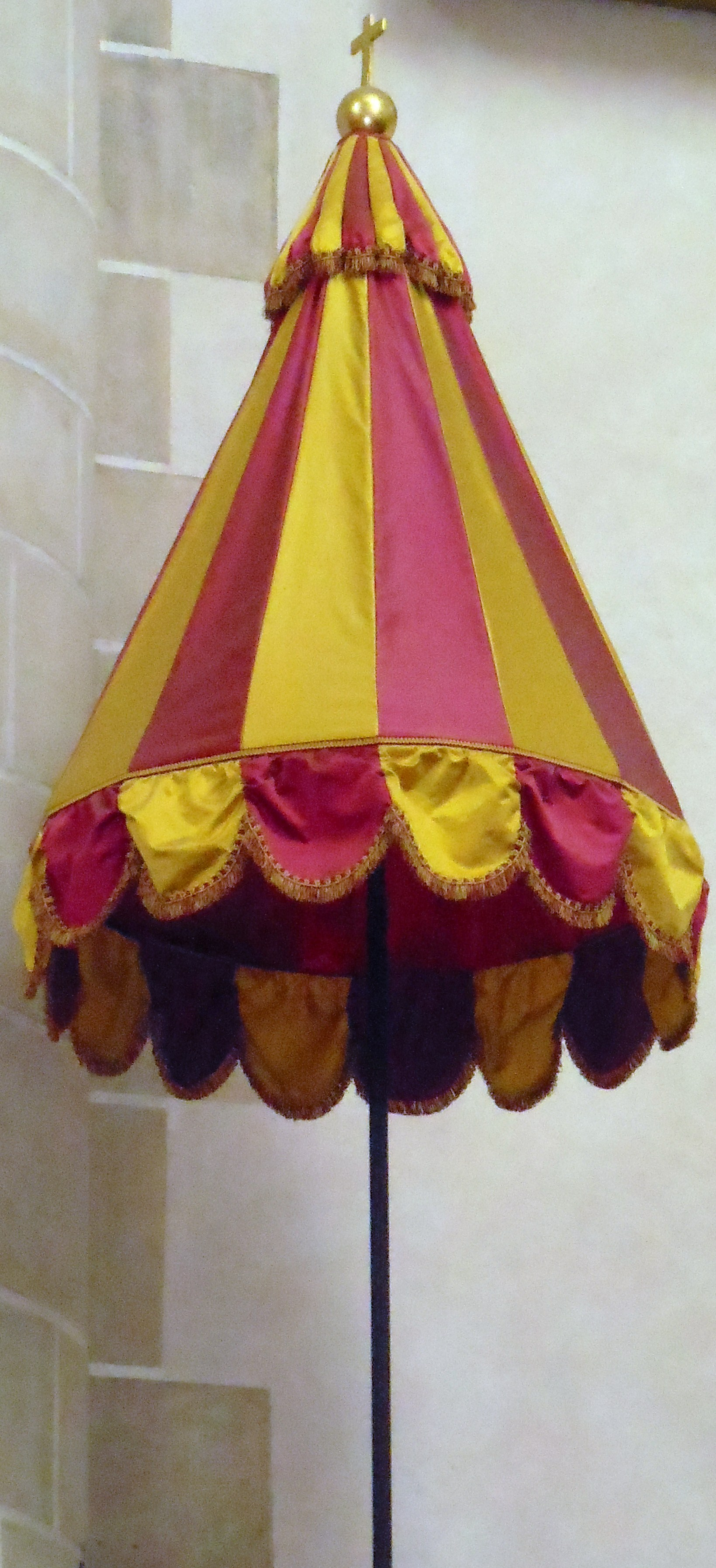
Ombrellino (1951).

#### Les œuvres décoratives
La décoration du chœur se limite à quelques œuvres picturales ou sculpturales et aux vitraux.
Une Vierge à l'Enfant polychrome (XVe siècle), attribuée à l'atelier de Jean de la Huerta, conservée jusqu'à la Révolution au couvent des Cordeliers de Dole, est visible sur le premier pilier sud du chœur.
Parmi les tableaux, quatre appartiennent au cycle (XVIIIe siècle) de Pécheux, et un cinquième (1668) est l'œuvre de P. von Gindertalen.
Les quatre premiers représentent la Crucifixion, la Descente de croix, la Résurrection et la Pentecôte, et le dernier la Nativité de Marie.
Les vitraux de l'abside forment une œuvre composite.
La partie supérieure (1870), représentant, entre autres, la Visitation, la Nativité, la Présentation au Temple, émane des ateliers Gsell Laurent.
La partie inférieure (1957), représentant la Pentecôte, la Crucifixion et l'Assomption, émane des ateliers de Jacques Le Chevallier.

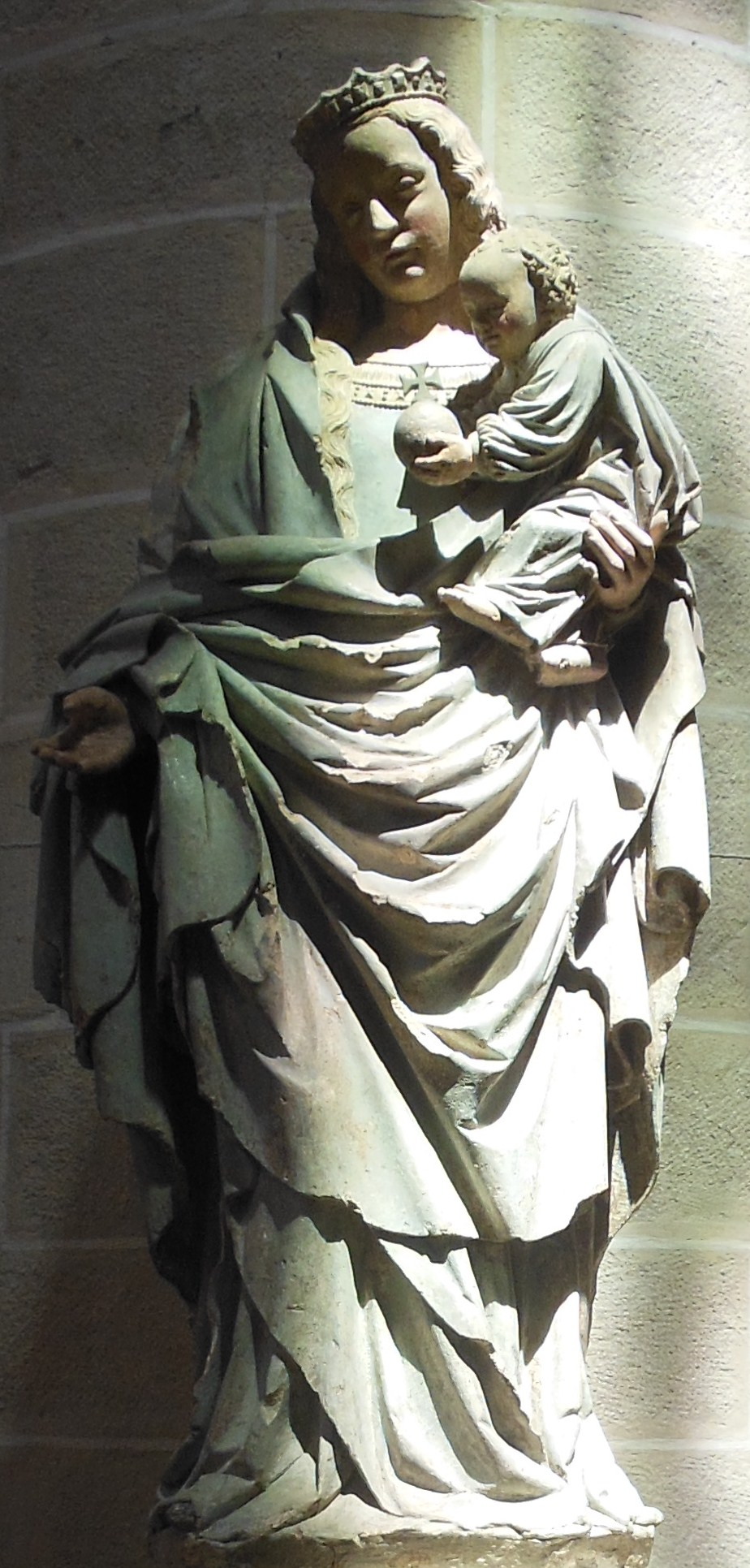
Vierge à l'Enfant (XVe siècle), par Jean de la Huerta.

### Les bas-côtés
Les bas-côtés sont investis par de nombreuses chapelles, réaménagées au cours du XIXe siècle et restaurées entre 2006 et 2009.

#### Le bas-côté nord
Les chapelles de nord-ouest en nord-est :

##### Point actualité
Dans le premier habitable du bas-côté nord se trouvent, outre les informations concernant l'actualité religieuse, une statue du curé d'Ars (XIXe s), ainsi qu'un tableau de sainte Marguerite, peint par Jules Lebœuf de Valdahon, en 1837.

##### Chapelle Notre-Dame-de-Pitié
Dans cette chapelle, placée sous le vocable de Notre-Dame de Pitié, se trouvent deux piéta, l'une en pierre (XVe siècle) et l'autre peinte, en 1941, par Pierre Guyenot, ainsi qu'un christ en croix (XIXe siècle).

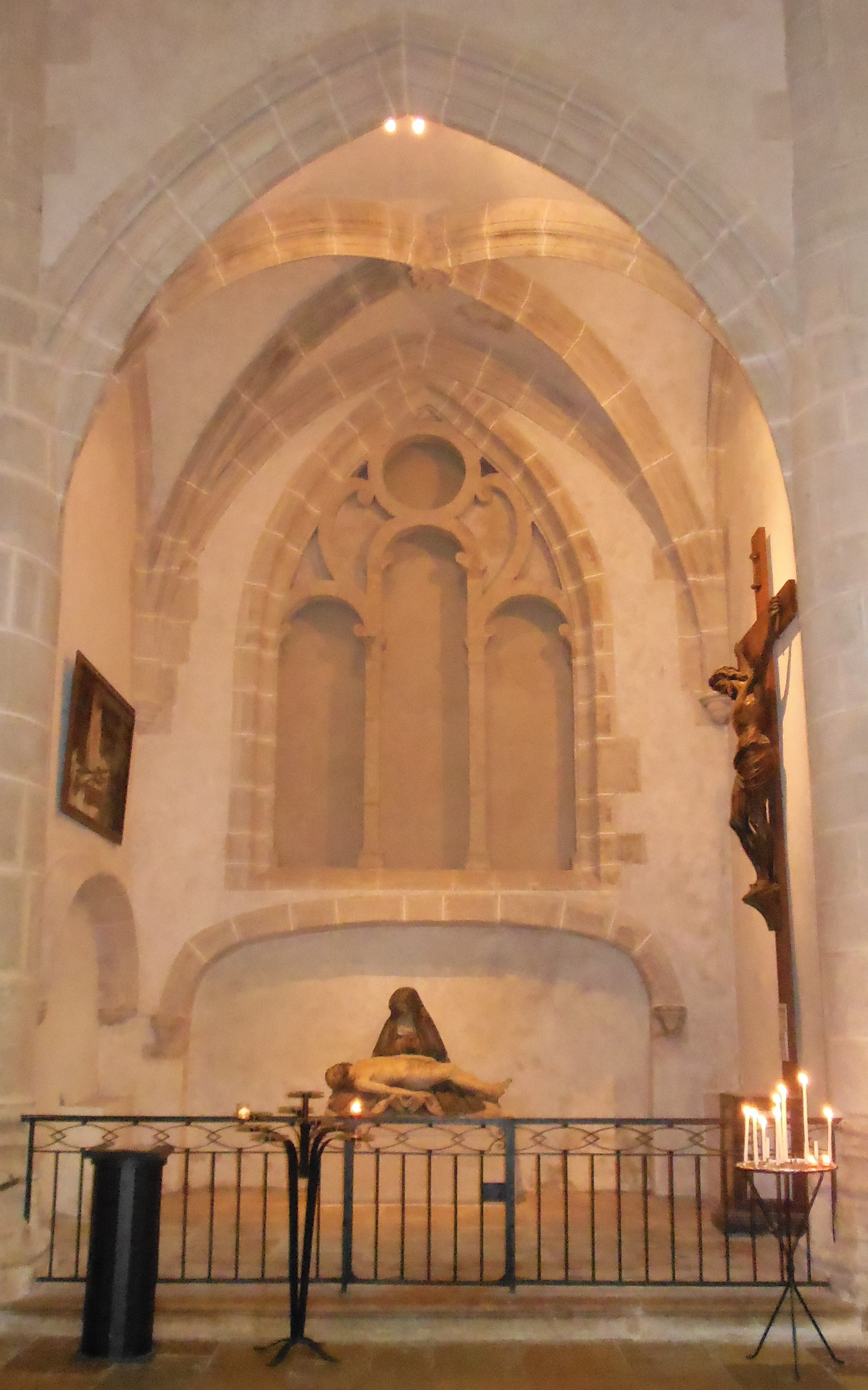
Chapelle Notre-Dame-de-Pitié.

##### Chapelle Saint-Bonaventure
Dans cette chapelle, placée sous le vocable du saint théologien Bonaventure de Bagnoregio, se trouvent, un autel avec Saint Bonaventure dans son cabinet de travail (XIXe siècle), retable de Xavier Bourges, ainsi que deux statues (XIXe siècle), l'une de saint Thomas d'Aquin et l'autre de saint Antoine de Padoue.
Les vitraux (XIXe siècle), représentant les saints franciscains, émanent des ateliers parisiens Gsell Laurent.

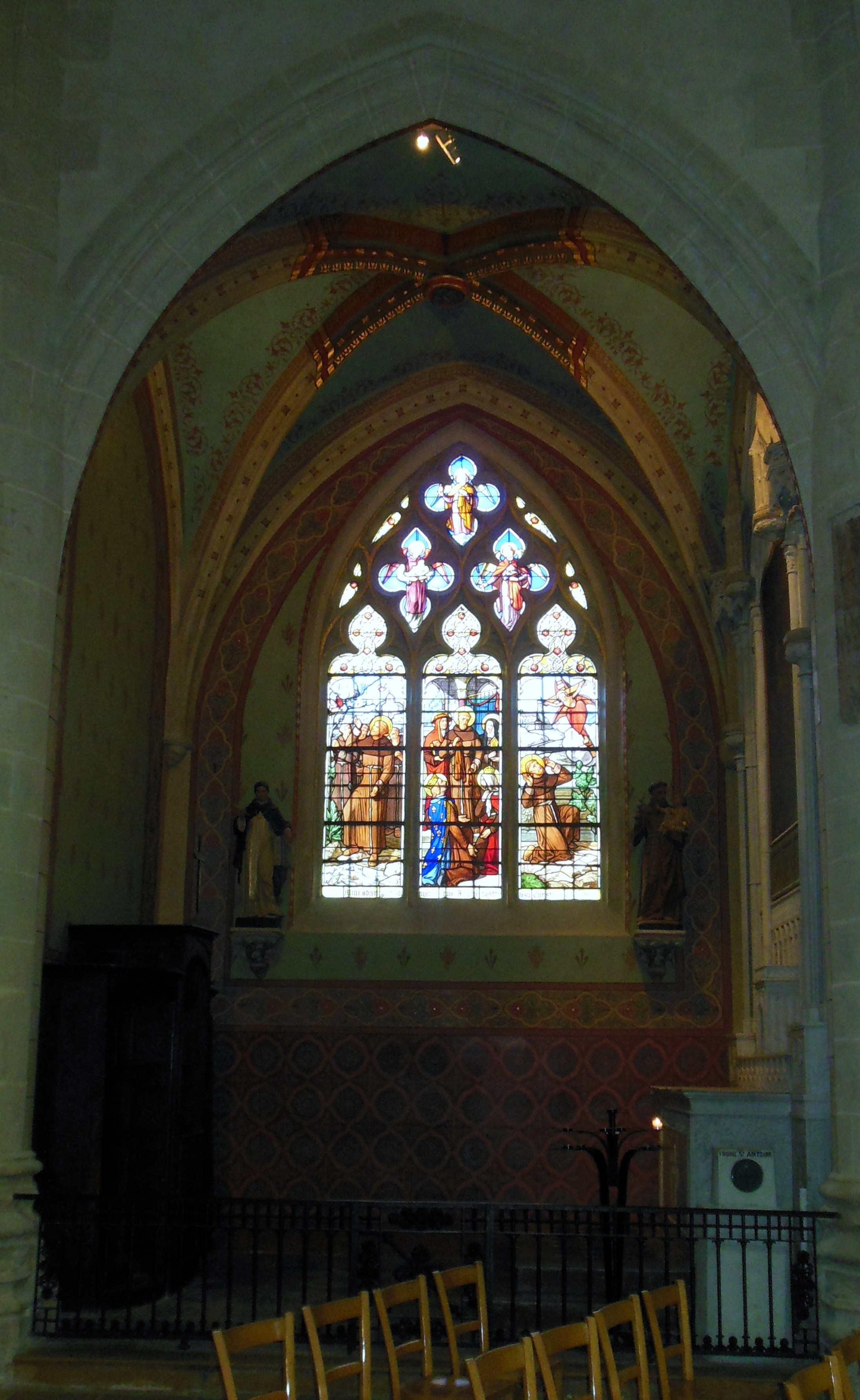
Chapelle Saint-Bonaventure.

##### Chapelle Saint-Joseph
Dans cette chapelle, placée sous le vocable de saint Joseph, père nourricier de Jésus, se trouvent deux tableaux, Mort de Saint-Joseph et Sainte-Famille (XIXe s), peints par Xavier Bourges, ainsi que trois statues (XIXe siècle) représentant respectivement Marie, Joseph et l'apôtre Pierre.
Les vitraux (1888), représentant la Dormition de la Vierge et Saint Joseph, émanent des ateliers parisiens Gsell Laurent.  

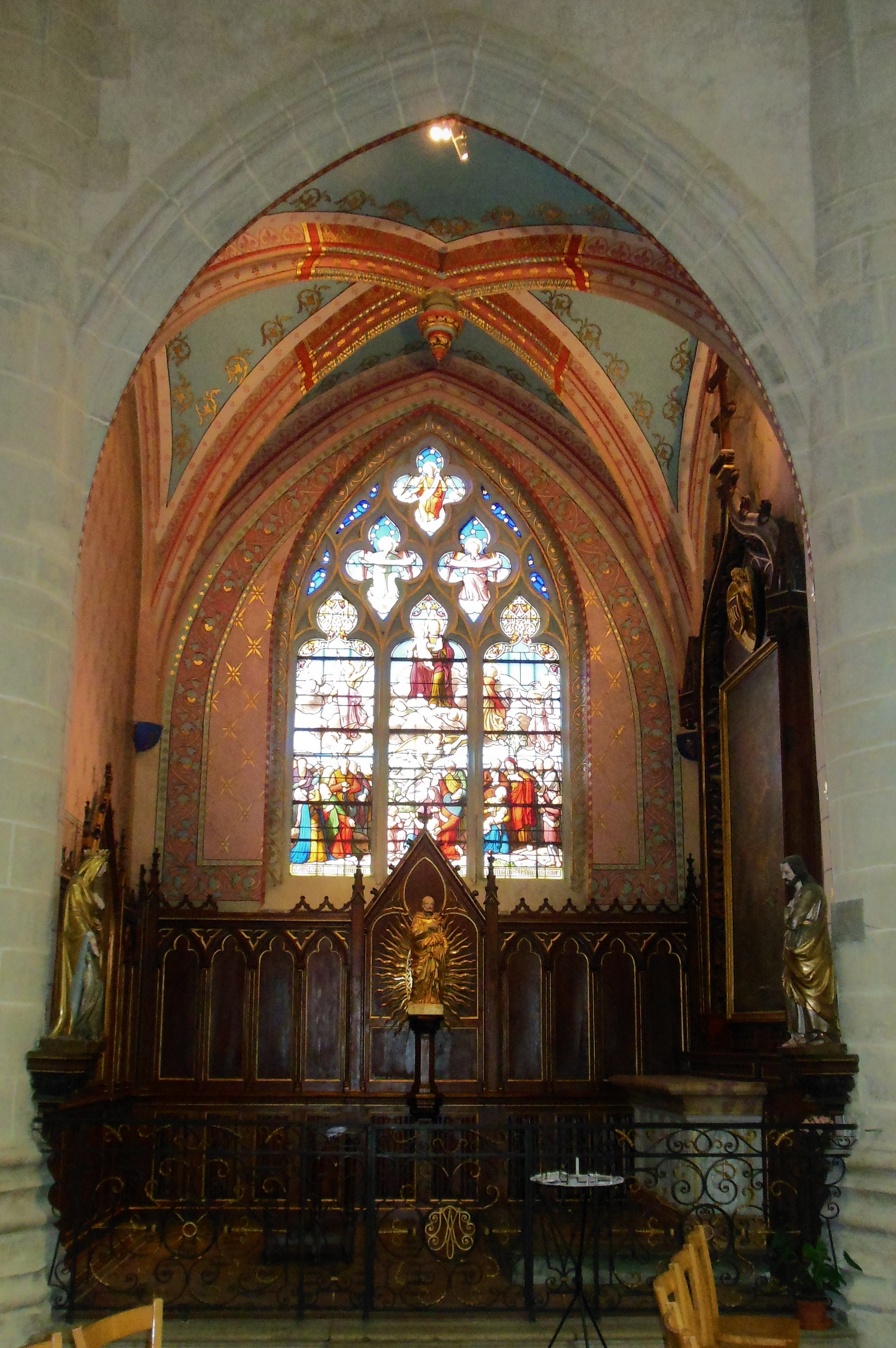
Chapelle Saint-Joseph.

##### Chapelle de l'Immaculée-Conception
Cette chapelle, placée sous le vocable de l'Immaculée Conception, est aménagée en 1885. Sur l'autel se trouve une statue de marbre blanc à l'effigie de Notre-Dame de Lourdes.
Les vitraux (XIXe siècle), représentant la Proclamation du dogme de l'Immaculée-Conception par Pie IX en 1854, émanent des ateliers Gsell Laurent.

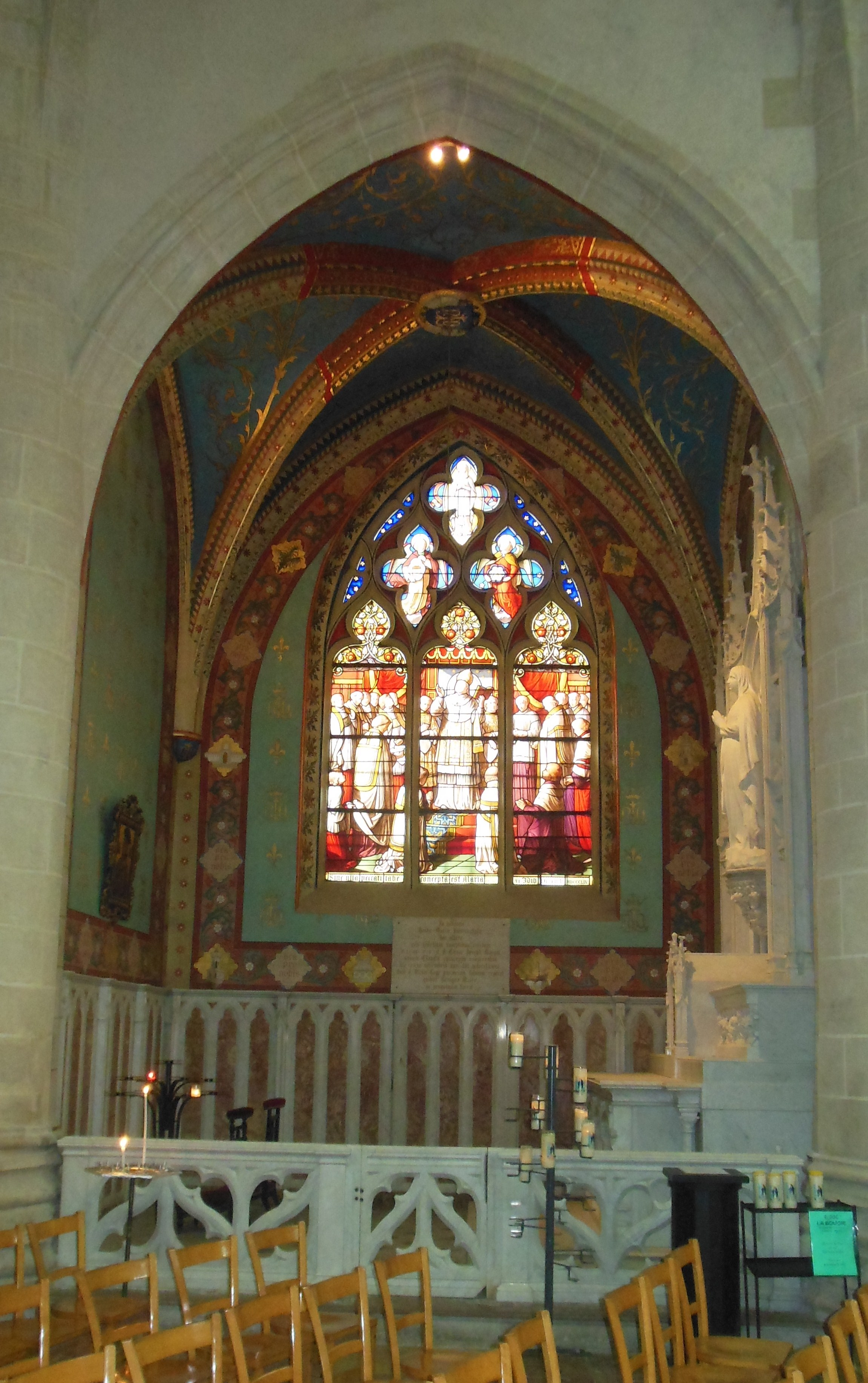
Chapelle de l'Immaculée-Conception.

##### Chapelle des victimes de la Première Guerre mondiale
Cette chapelle rend hommage aux poilus et à leur famille. Des plaques commémoratives rappellent le nom des soldats morts pour la France, et des peintures murales de Joseph Aubert, Jean-Baptiste Martin et Justin Fournier, relatent leur sacrifice.
Le vitrail, intitulé, Le Chanoine Guichard offrant la Collégiale à la Vierge Libératrice, représente le chanoine plaçant la collégiale de Dole, dont il a alors la charge, sous la protection de Jeanne d'Arc. 

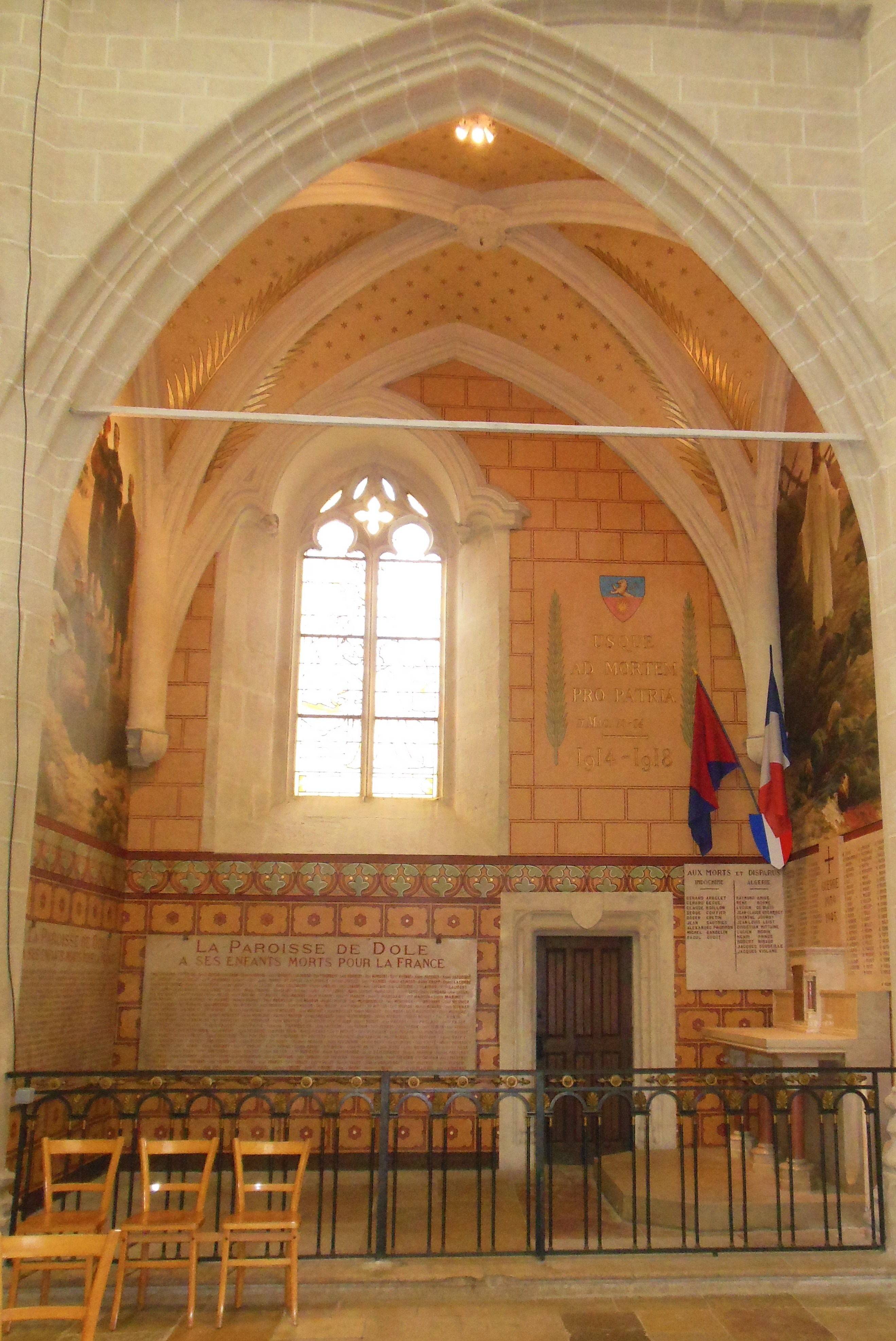
Chapelle des victimes de la Première Guerre mondiale.

##### Chapelle Saint-Vernier
Cette chapelle, placée sous le vocable de Vernier d'Oberwesel, martyr et saint patron des vignerons, particulièrement vénéré en Allemagne, en Franche-Comté et en Auvergne, contient une statue du saint (XVIIe siècle) ainsi qu'une place commémorative, apposée à l'initiative du chanoine Guichard, en hommage aux hommes d'Église liés à Dole guillotinés sous la première République. 

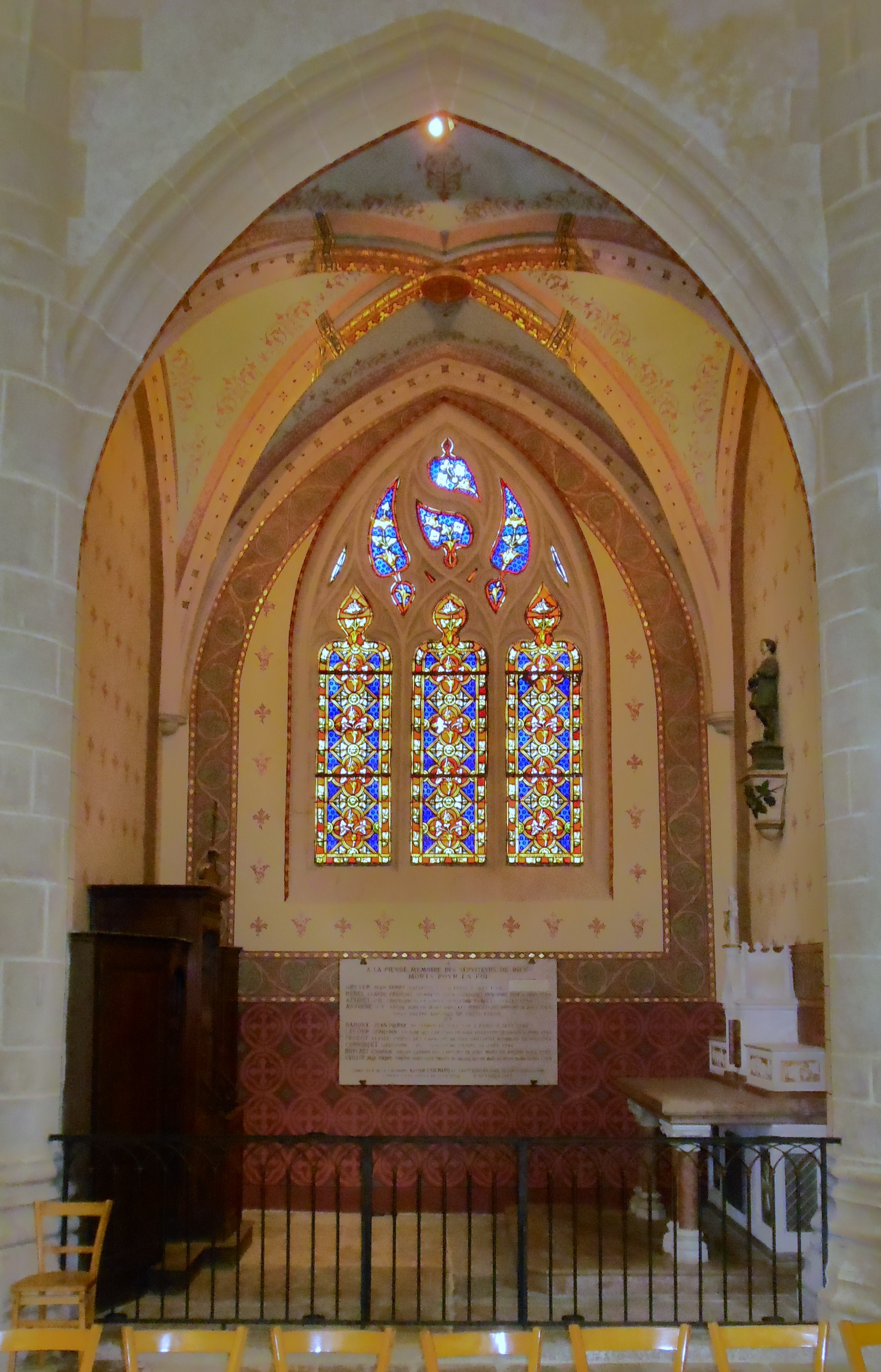
Chapelle Saint-Vernier.

##### Chapelle Sainte-Anne
Cette chapelle, placée sous le vocable de sainte Anne, mère de la Vierge Marie, contient un autel sur lequel est fixé un retable en bois doré (XVIIIe-XIXe s) comportant une toile représentant L'Éducation de la Vierge.
Les vitraux représentent la Rencontre d'Anne et de Joachim à la Porte Dorée de Jérusalem, la Présentation de Marie au Temple, et l'Éducation de la Vierge. La sacristie jouxte cette chapelle. 

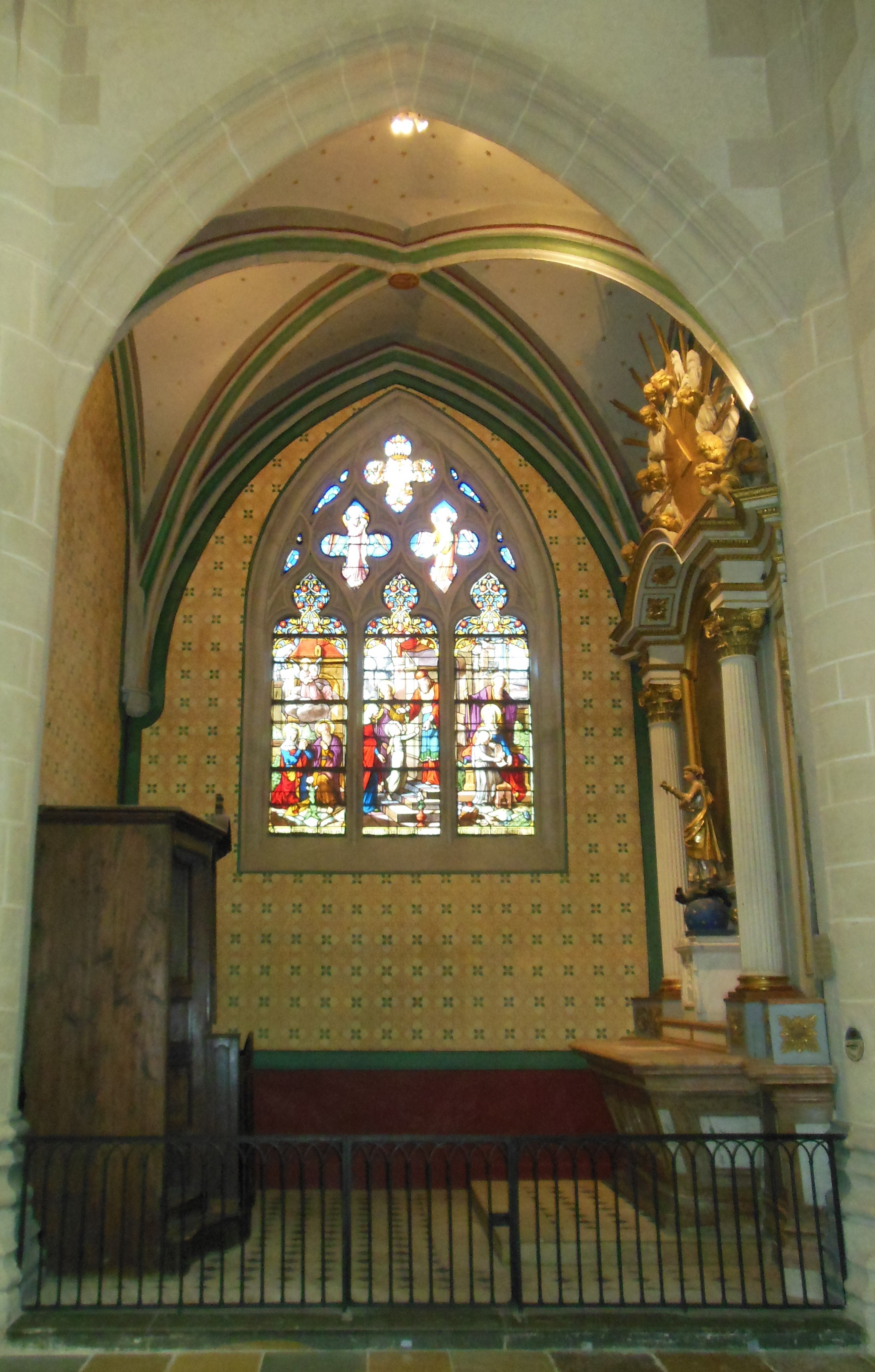
Chapelle Sainte-Anne.

#### Le bas-côté sud
Les chapelles de sud-ouest en sud-est :

##### Chapelle d'accueil
Cette "chapelle" contient une statue (XVIe siècle) de Notre-Dame de Parisot, et sert parfois pour des expositions d'objets religieux (habits liturgiques etc.).

##### Chapelle Notre-Dame-des-Victoires
Cette chapelle, placée sous le vocable de Notre-Dame des Victoires, contient, sur son autel, une Vierge à l'Enfant en bois doré (XVIIe siècle). 

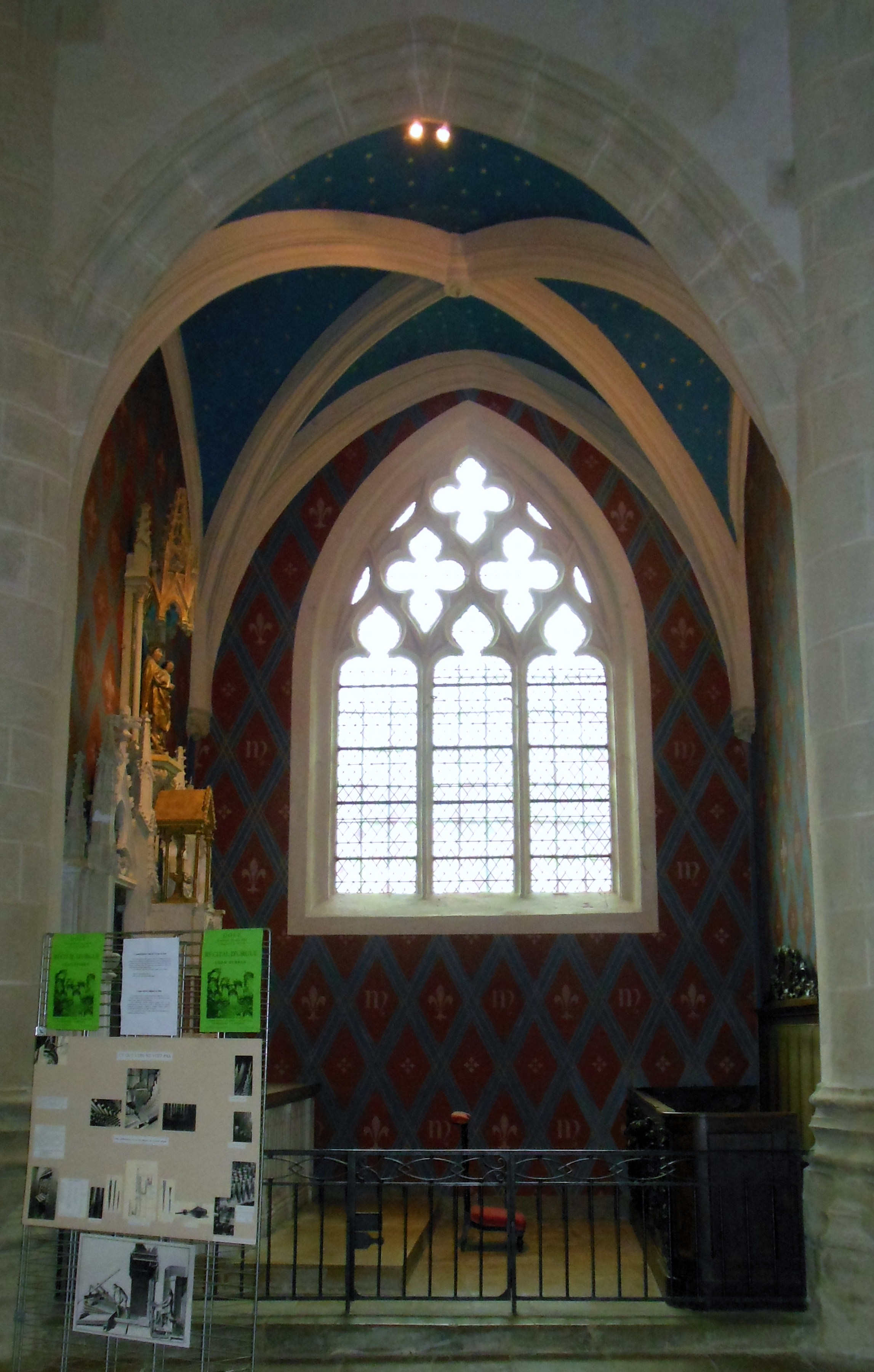
Chapelle Notre-Dame-des-Victoires.

##### Chapelle des Âmes-du-Purgatoire
Cette chapelle, dédiée aux âmes errant au purgatoire, contient une statue (XIXe siècle) de Notre-Dame des Douleurs, sur son autel, ainsi qu'une sculpture (XXe siècle) représentant sainte Clothilde. Le Vitrail des Âmes du Purgatoire (1864) émane de l'atelier des Carmélites du Mans.

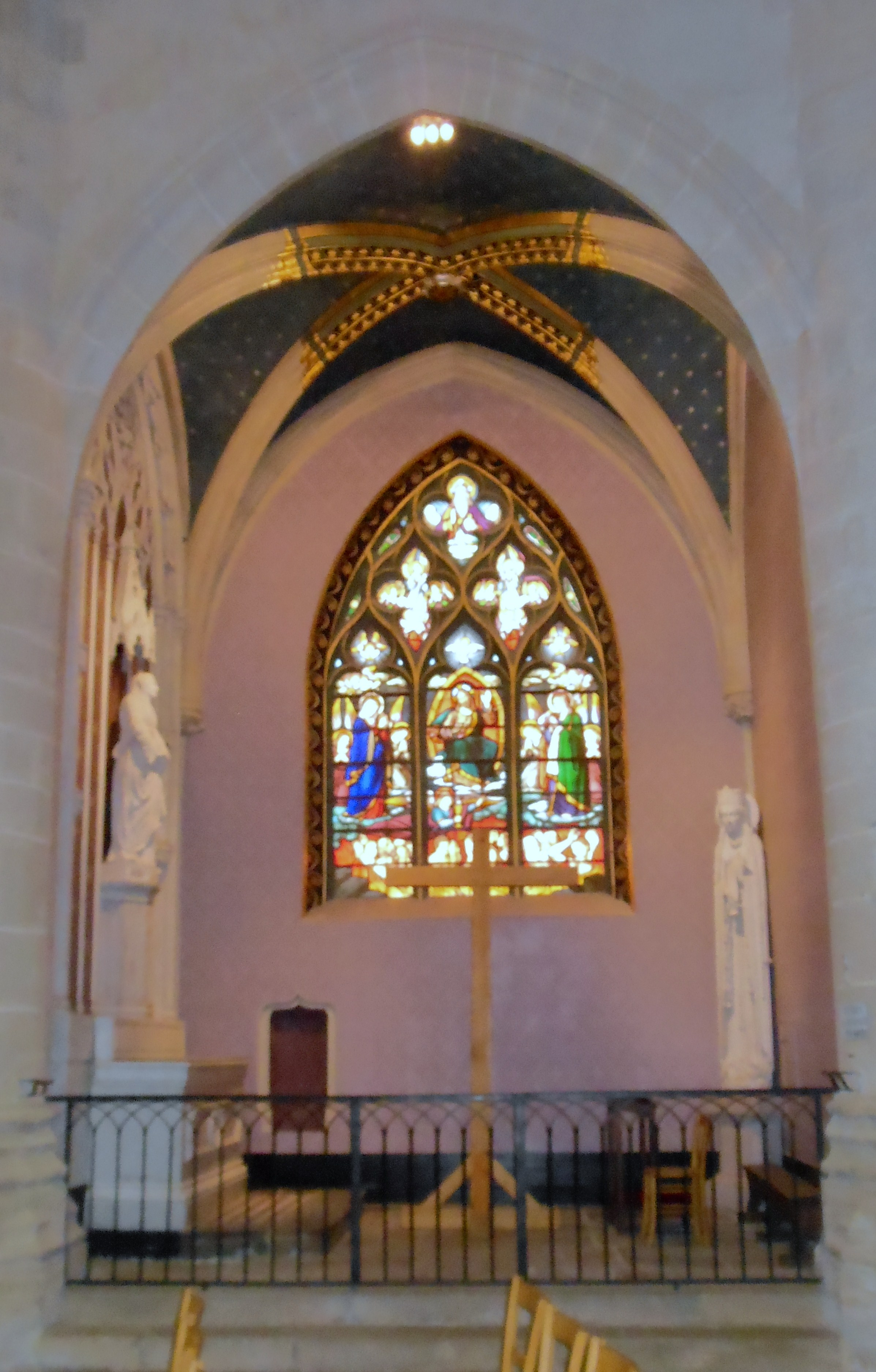
Chapelle des Âmes-du-Purgatoire.

##### Chapelle des Saints-Anges
Cette chapelle, placée sous le vocable des archanges Michel, Gabriel et Raphaël, contient un tableau (XIXe siècle), d'Étienne Pointurier, représentant Saint Michel terrassant le Démon, ainsi qu'une statue (XIXe siècle) à l'effigie de l'Archange. Les vitraux (XIXe siècle), représentant les Archanges Michel, Gabriel et Raphaël, émanent des ateliers Gsell Laurent.

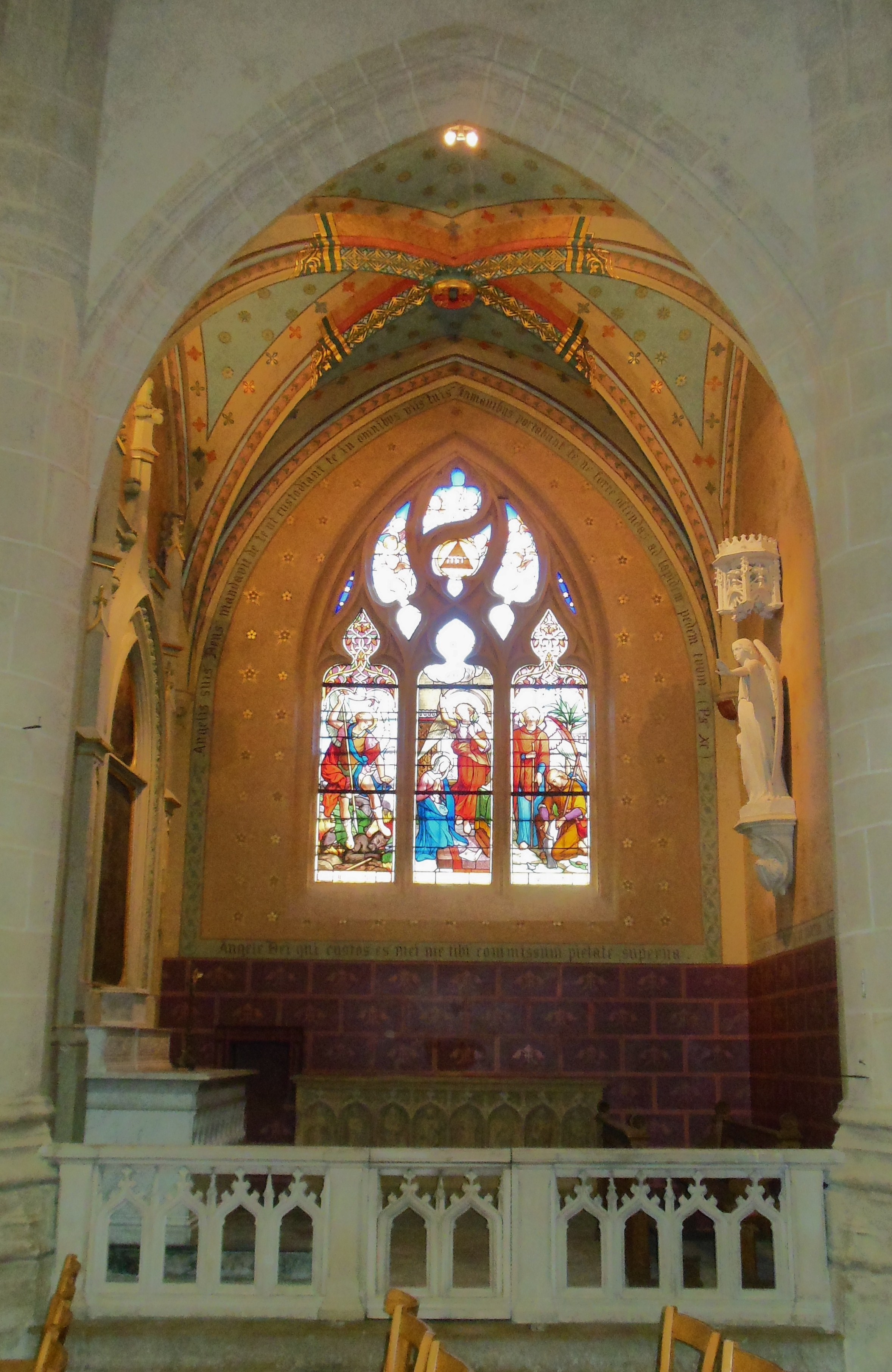
Chapelle des Saints-Anges.

##### Chapelle Saint-François-Xavier
Cette chapelle, placée sous le vocable de saint François de Jasso y Azpilicueta, cofondateur de la Compagnie de Jésus, contient une statue dudit saint, et une autre du saint évêque Claude de Besançon, patron du diocèse. Le vitrail (1885), représente Le Christ et les apôtres.  

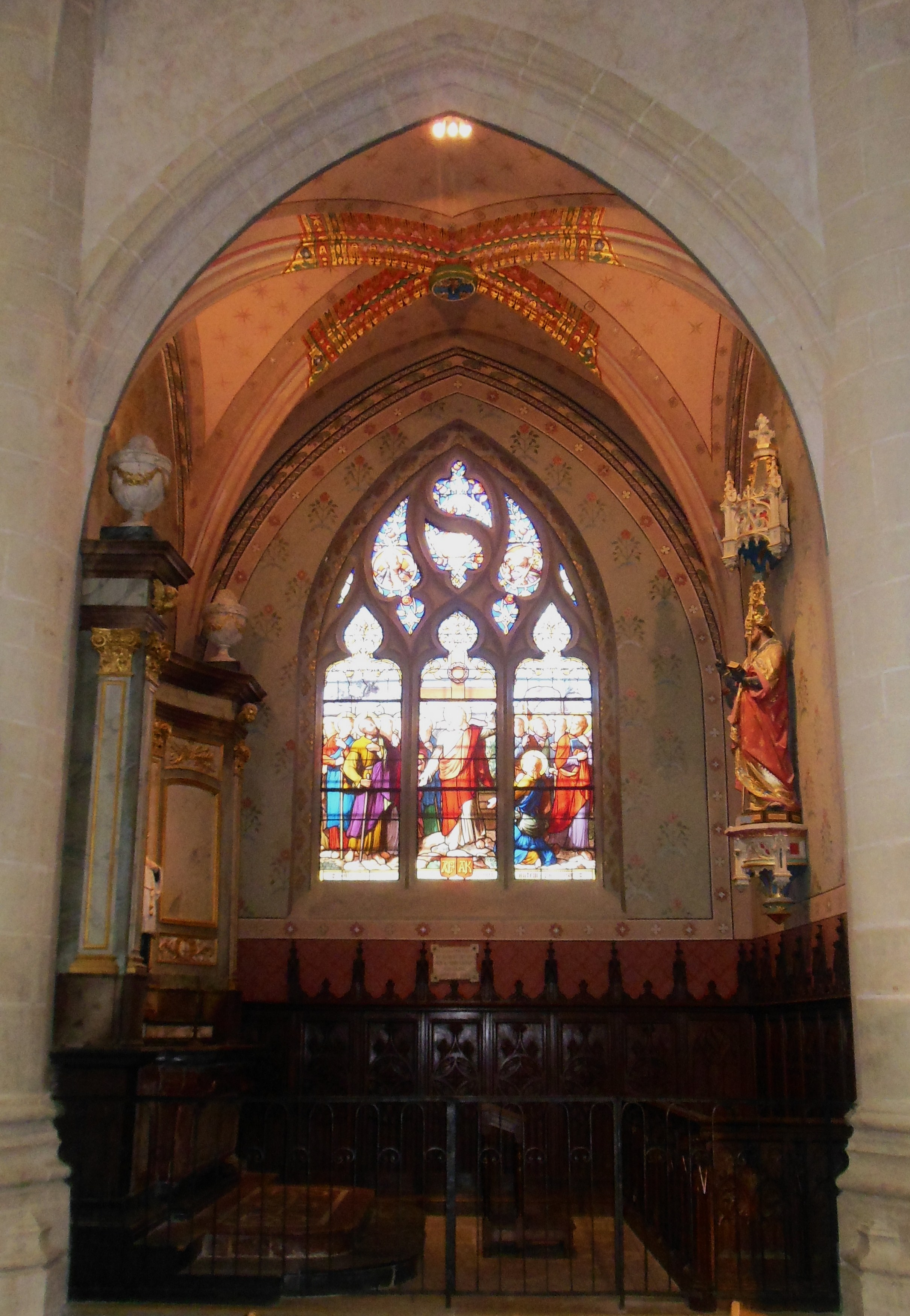
Chapelle Saint-François-Xavier.

##### Chapelle Notre-Dame-du-Sacré-Cœur
Cette chapelle, placée sous le vocable du Cœur immaculé de Marie, abrite la sépulture (XVIe siècle) des Marenches, famille de parlementaires dolois, ainsi que deux tableaux, l'un (XVIIe siècle) représentant une Sainte Famille, l'autre (XIXe siècle), une Vierge aux Saints. Elle contient aussi une statue (1928) de sainte Thérèse de Lisieux, sur son autel. Le vitrail (XIXe siècle) représente Notre-Dame du Sacré-Cœur.

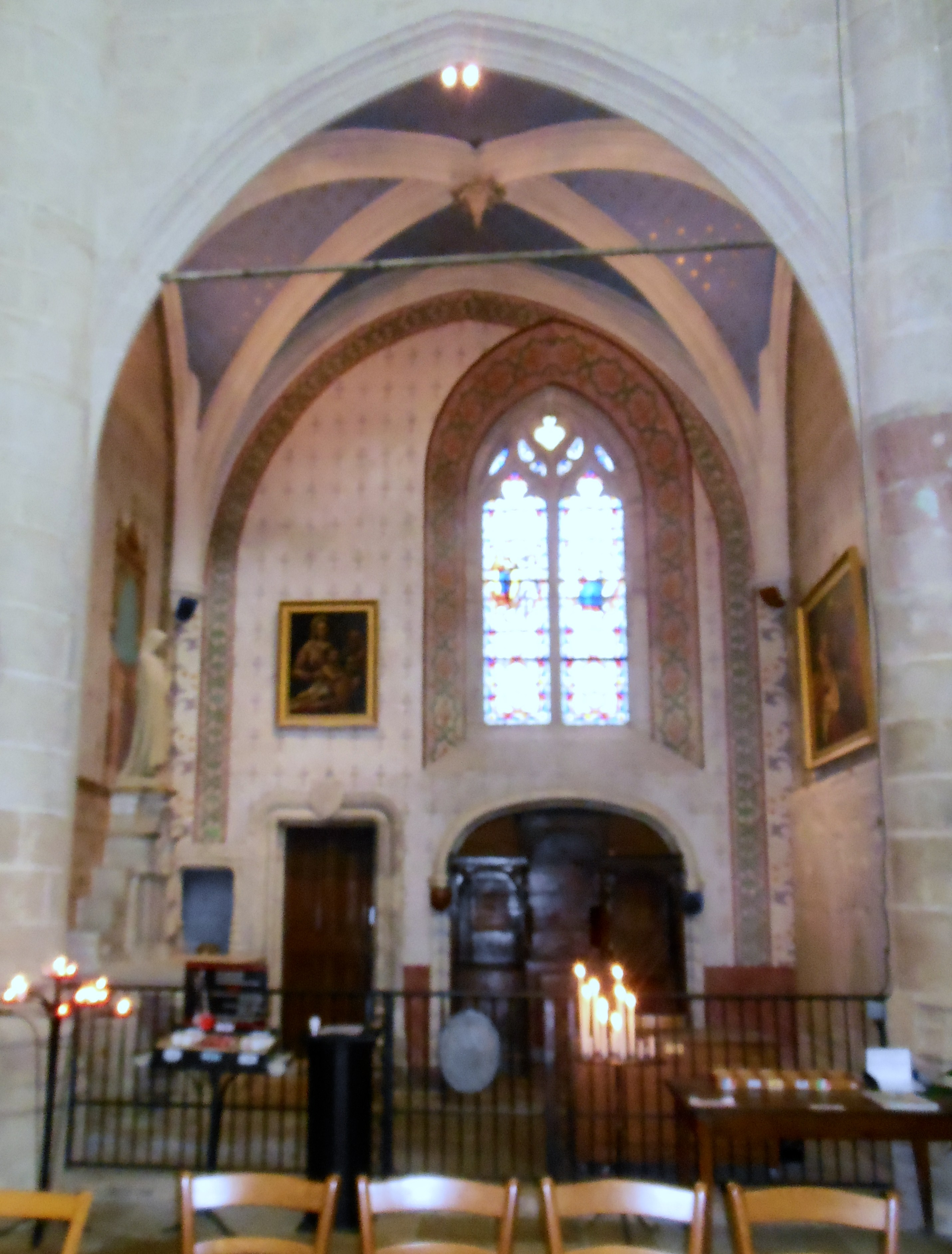
Chapelle Notre-Dame-du-Sacré-Cœur.

##### Chapelle du Rosaire
Cette chapelle dédiée au rosaire, prière à la Vierge Marie, contient une Vierge à l'Enfant (XIXe siècle), sculptée par Vincent Huguenin, posée sur l'autel, ainsi qu'une Présentation au temple (XIXe siècle), de J. Aubert.  Le vitrail (XIXe siècle), représentant un rosaire, émane des ateliers Gsell Laurent.

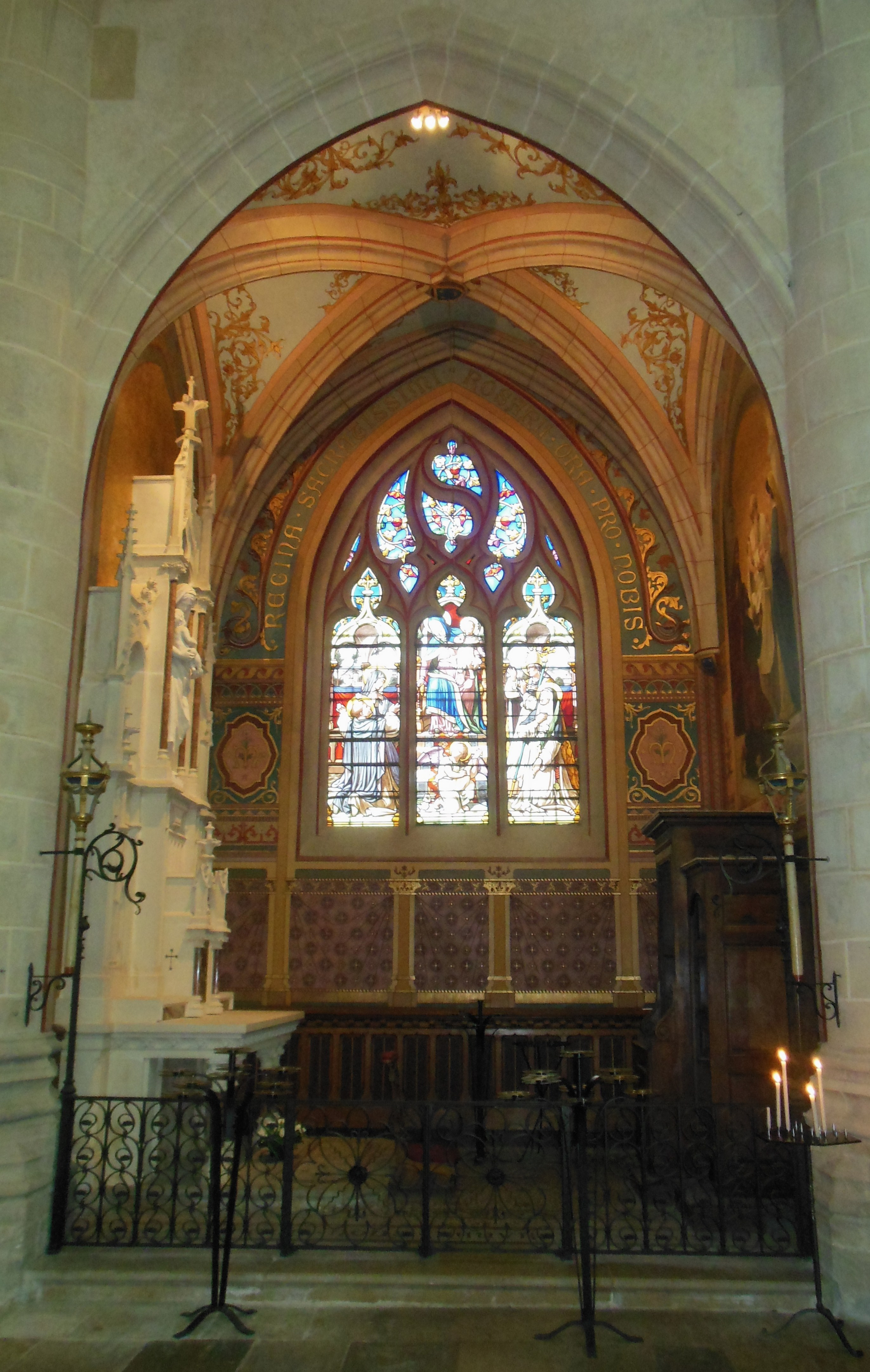
Chapelle du Rosaire.

##### Chapelle du Sacré-Cœur
Cette chapelle, que jouxte la Sainte-Chapelle, et dédiée au Cœur du Christ, contient un Sacré-Cœur (XIXe siècle), peint par Xavier Bourges, ainsi que plusieurs peintures murales (1898), de Jean-Baptiste Martin. Le vitrail (1858), représentant Le Sacré-Cœur, émane des ateliers Maréchal de Metz. 

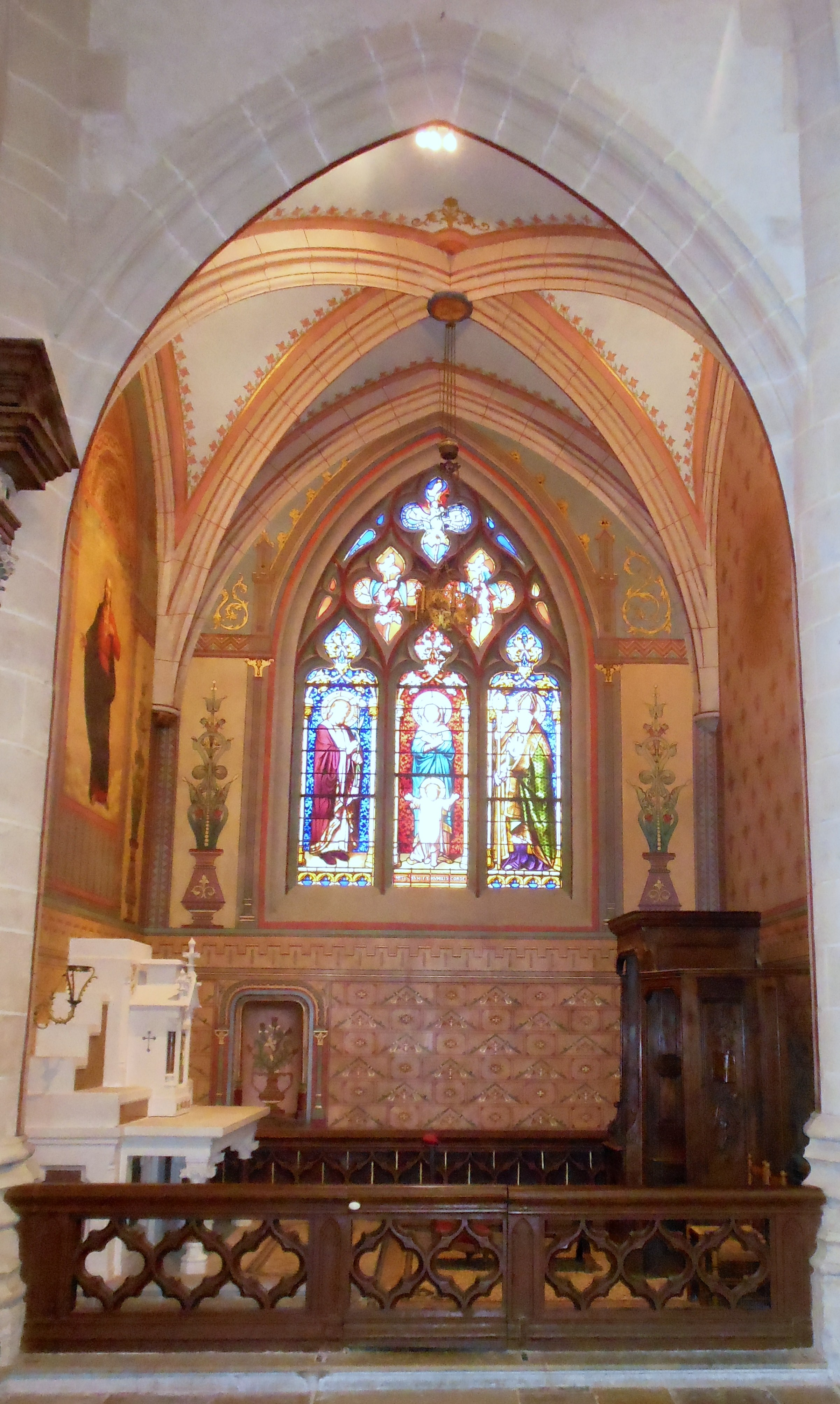
Chapelle du Sacré-Cœu.r

### La Sainte-Chapelle
La Sainte-Chapelle, située au sud, jouxte le chœur. Elle est édifiée entre 1609 et 1612, par l'atelier du sculpteur Hugues le Rupt, à la demande de la confrérie Saint-Yves, réunissant les avocats du parlement de Dole, afin d'accueillir l'une des hosties miraculeuses de Faverney.
Le portail (XVIIe siècle) comporte trois arcades en plein cintre, encadrées de colonnes romaines, et surmontées par un fronton triangulaire, échancré par une niche.
Sur les barreaux des portes, les détails en relief d'Anathoile Chastel, datés de 1611, représentent le miracle de Faverney.
À proximité se trouve une statue (XVIe siècle) de saint Yves, provenant du couvent des Cordeliers de Dole.
Au XVIIIe siècle, l'intérieur de la chapelle est remanié dans un style baroque. La voûte d'ogive fait place à une autre en berceau et à caissons.
En 1860, Charles Chauvin réalise des peintures murales représentant le miracle de Faverney.
En 1867, Louis Rossigneux réalise le vitrail sud, représentant L'Adoration de la Sainte-Hostie par Louis XIV et sa cour le 9 juin 1674, et en 1875 et 1876, les ateliers Gsell Laurent réalisent ceux de l'abside, représentant Le miracle de Faverney et L'arrivée de la Sainte-Hostie à Dole.

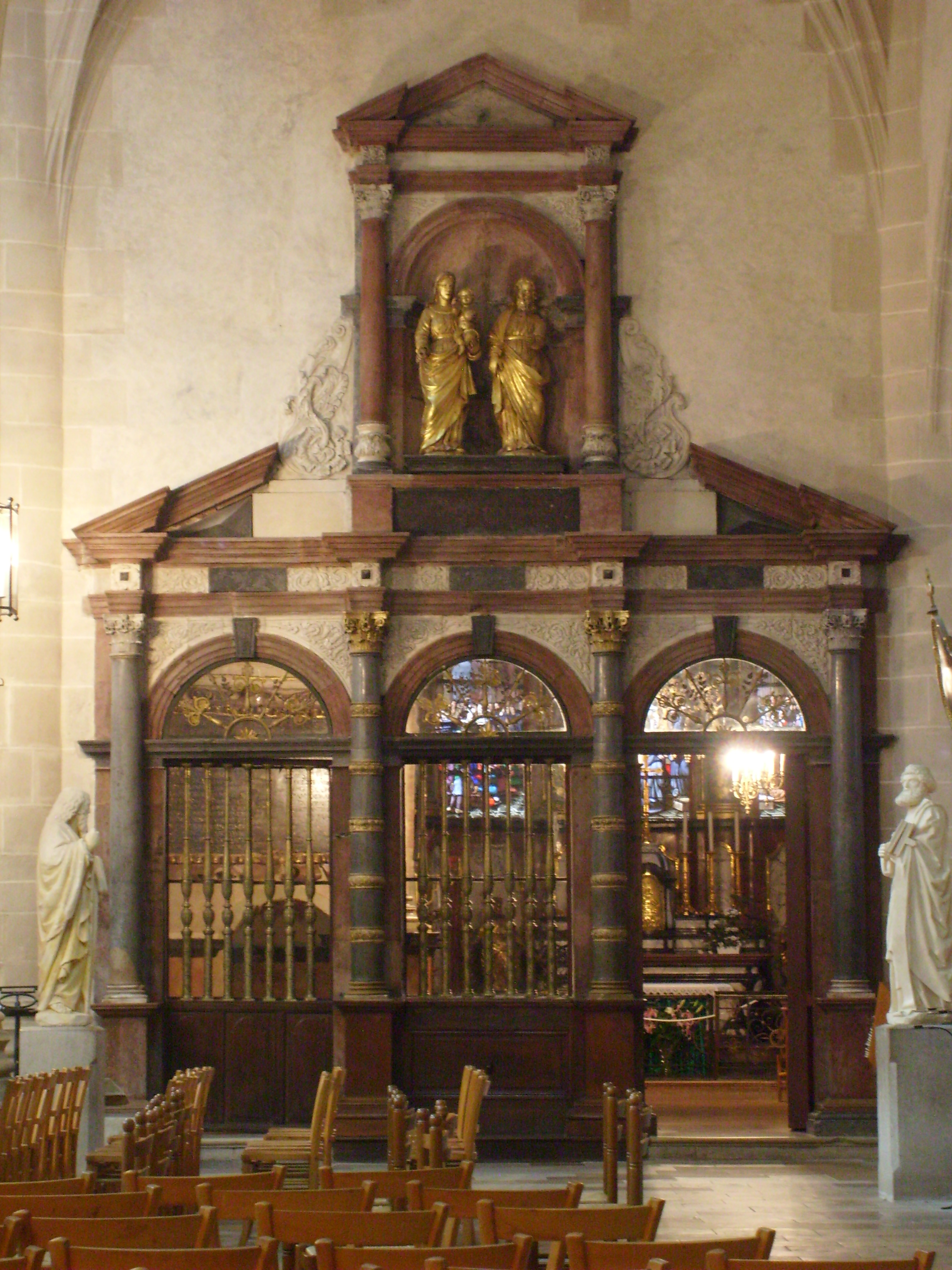
Portail (XVIIe siècle).
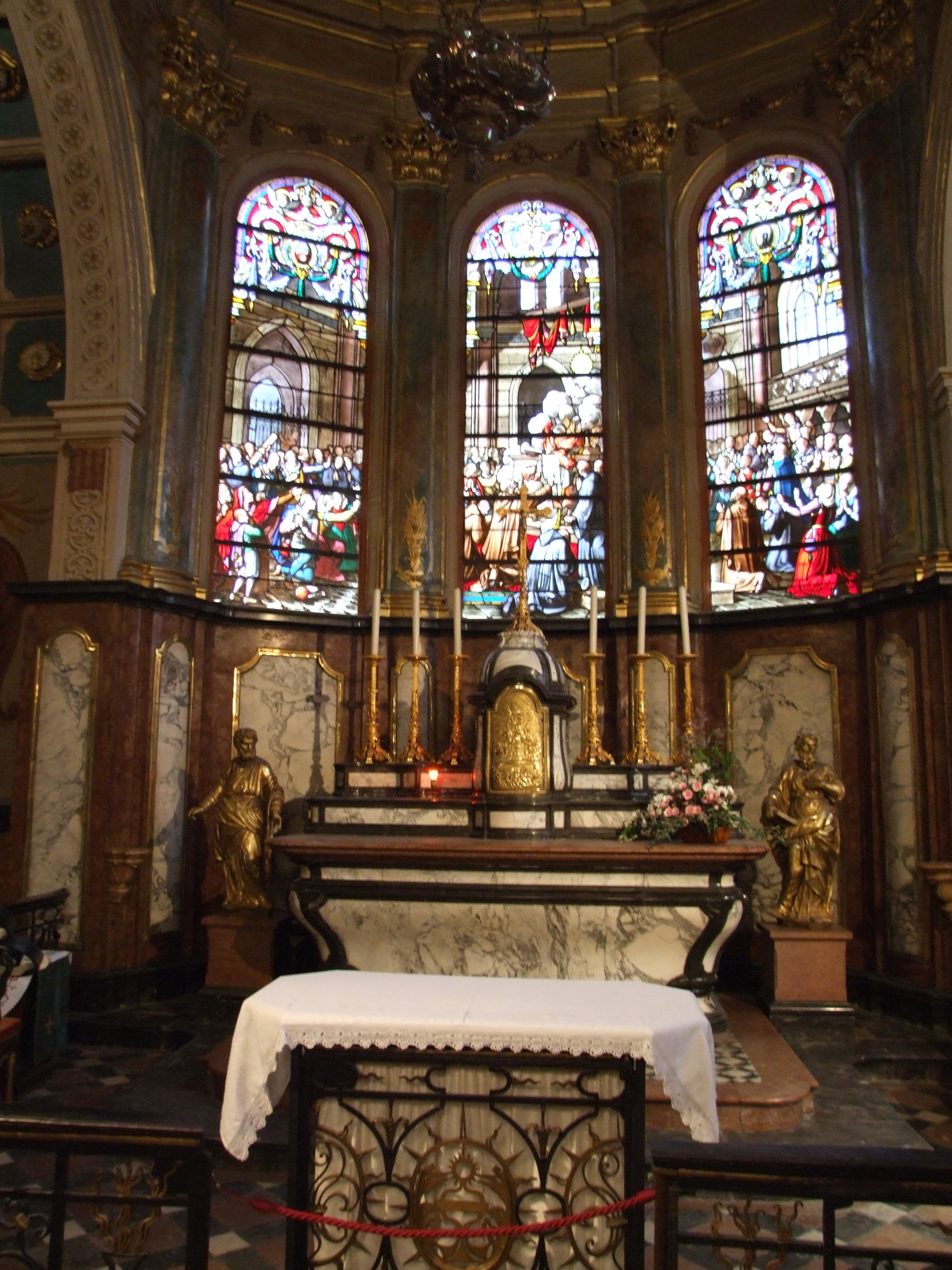
Chœur (XVIIe, XVIIIe, XIXe siècle).
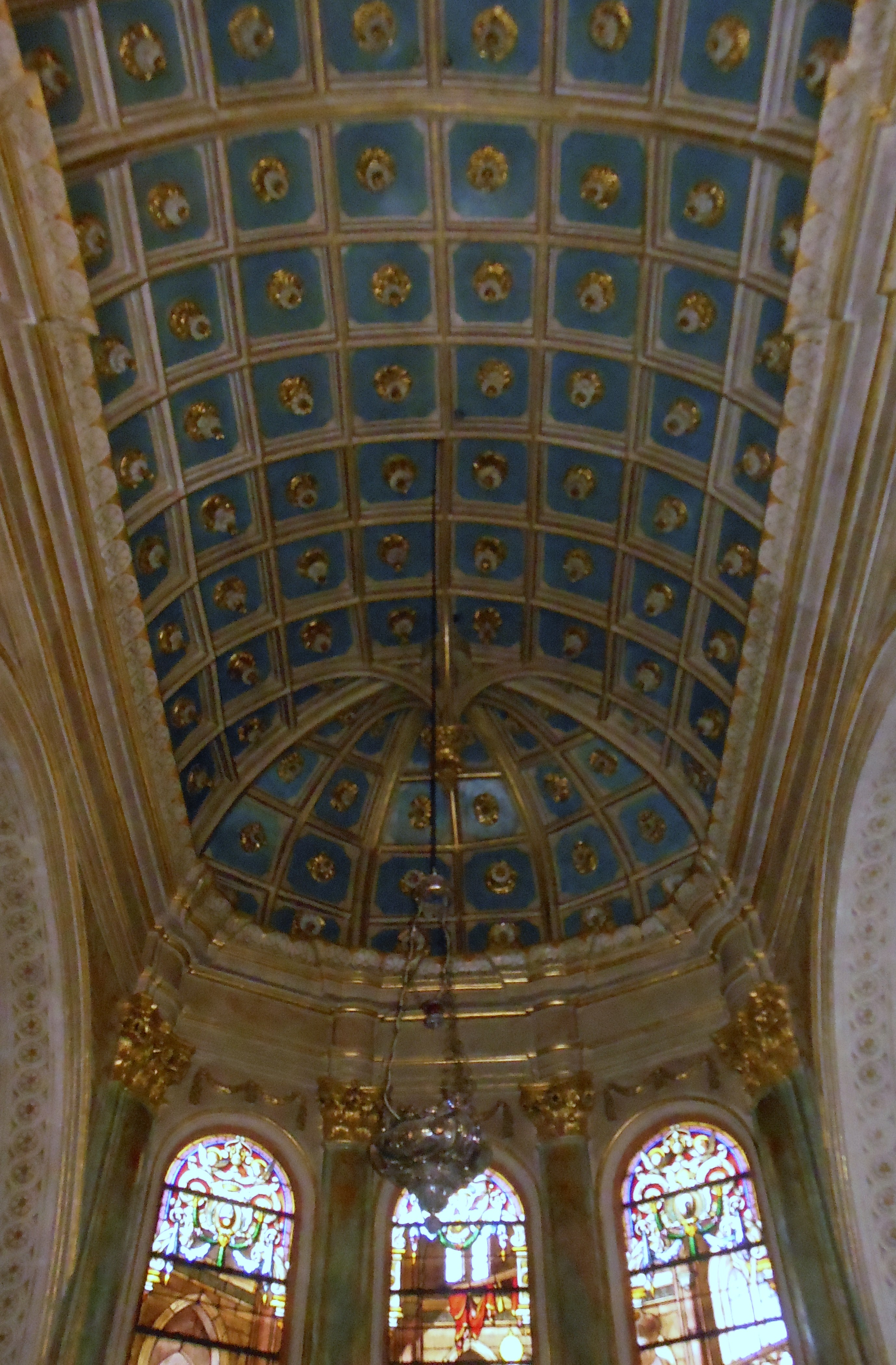
Voûte à caissons (XVIIIe siècle).
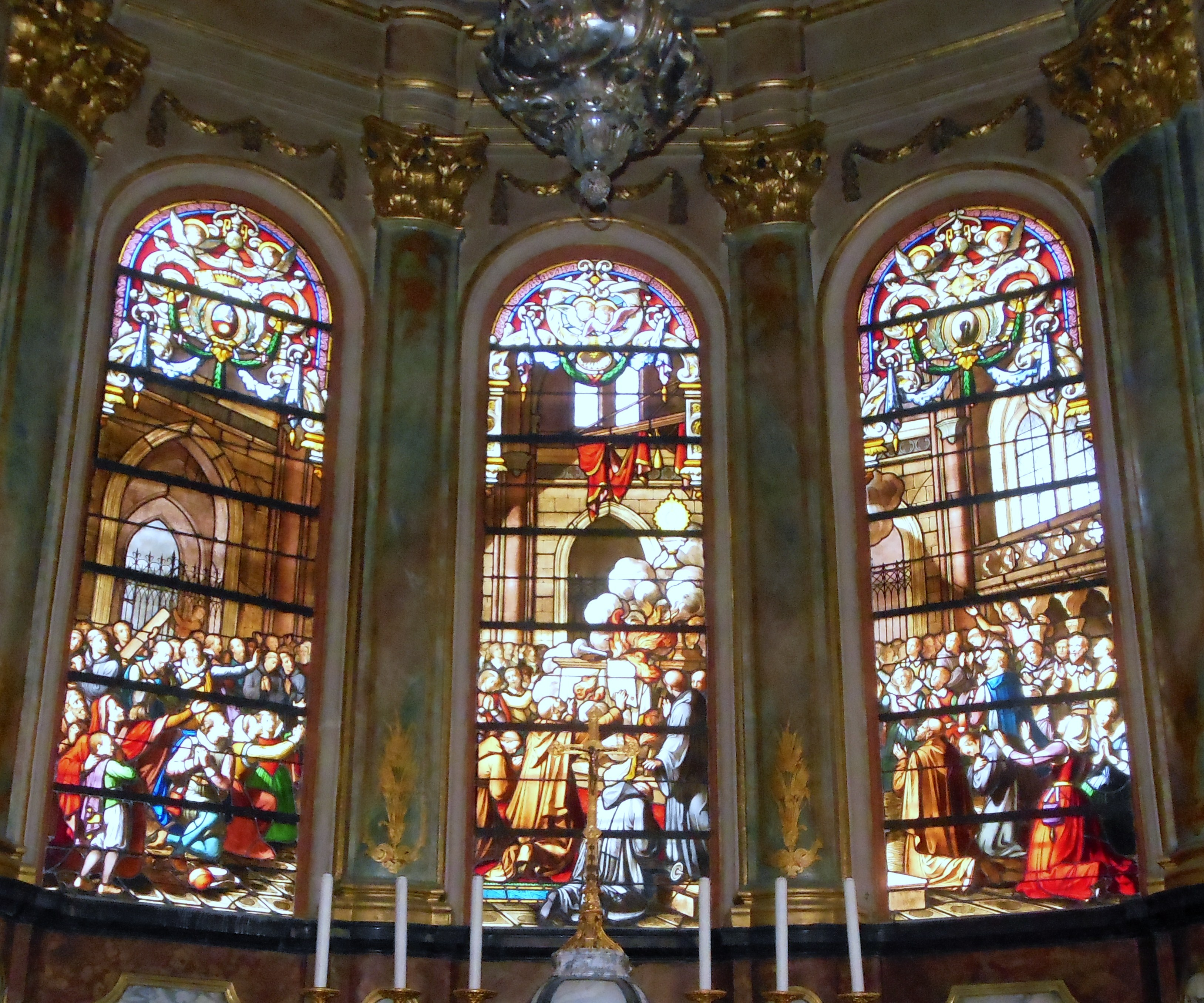
Vitraux de l'abside (1875-1876), par Gsell Laurent.
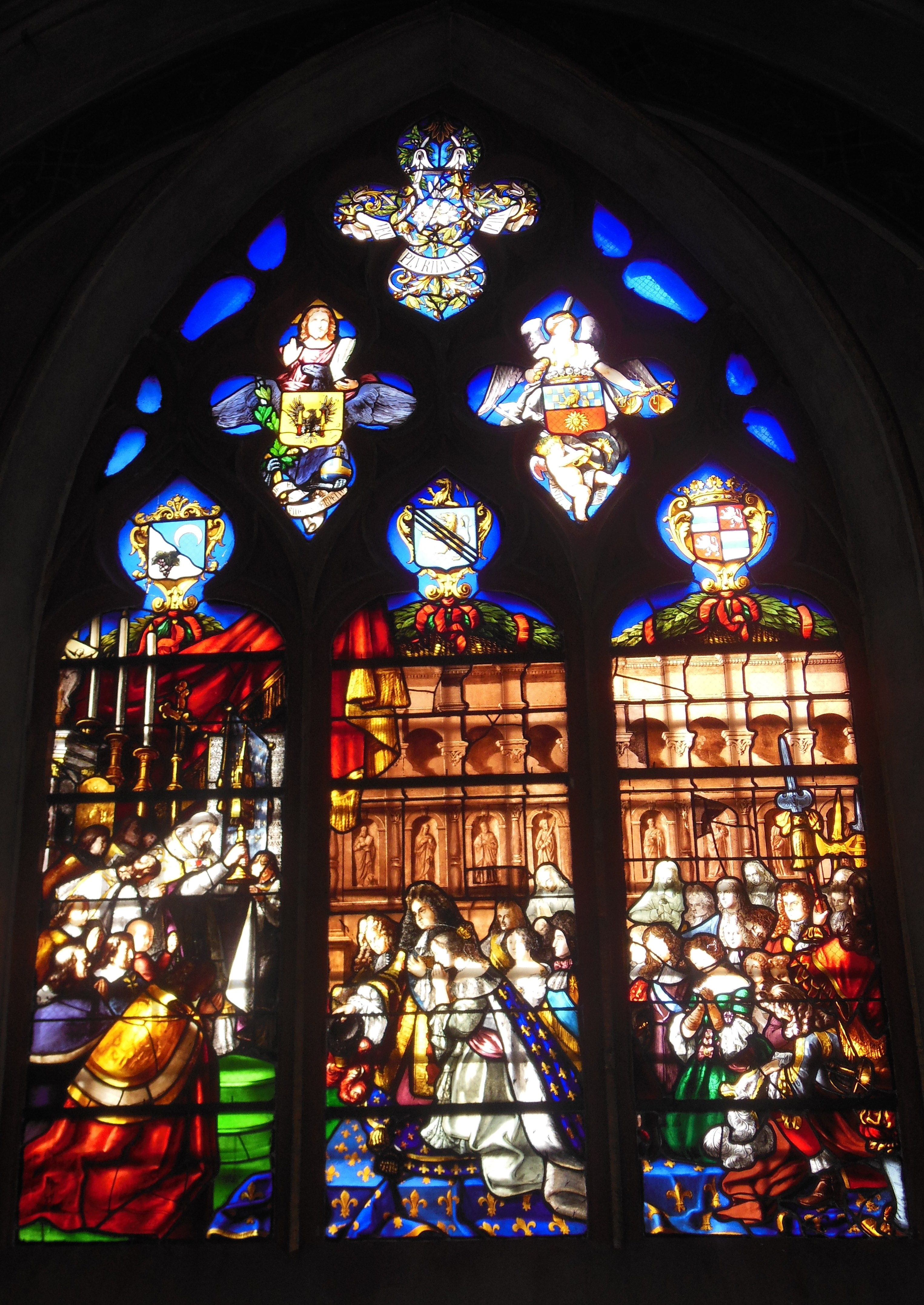
Vitrail sud (1867), par Louis Rossigneux.

## Personnalités liées à la collégiale
- Mahaut d'Artois, comtesse de Bourgogne, fait élever l'église Notre-Dame en collégiale, en 1304 ;
- Mgr Antoine de Vergy, archevêque de Besançon, pose la première pierre de la collégiale, le 9 février 1509 ;
- Jean Carondelet, chancelier de Flandre et de Bourgogne, inhumé au début du XVIe siècle, dans le chœur de la collégiale ;
- Jean Boyvin, premier président du parlement de Dole, figure de la résistance doloise lors du siège de 1636, dont la dépouille est transférée de la chapelle des Sept-Douleurs du couvent des Cordeliers à la sainte-chapelle de la collégiale, au début du XIXe siècle ;
- Louis XIV, roi de France, venu vénérer l'une des Saintes-Hosties de Faverney avec sa cour le 9 juin 1674 ;
- Karl-Joseph Riepp, facteur d'orgue, marié en la collégiale le 18 avril 1741, et constructeur du grand-orgue, de 1750 à 1754 ;
- François Callinet, facteur d'orgue ayant intervenu sur l'orgue de la collégiale en 1787 ;
- Louis Pasteur, scientifique, baptisé en la collégiale, le 15 janvier 1823 ;
- Marcel Aymé, écrivain, baptisé en la collégiale le 8 mai 1910 ;
- Pie XII, pape, érige la collégiale au rang de basilique mineure, en 1951 ;
- Mgr Angelo Roncalli, nonce apostolique, préside la cérémonie de cette érection ;
- Etienne Bonnot[14] , docteur en droit, vicomte  Mayeur de Dole en 1663 et 1672, inhumé en la collégiale de Dole en 1686 [15] ;
- Louis Bonnot, chanoine de la collégiale de Dole de 1651 à 1717[16].

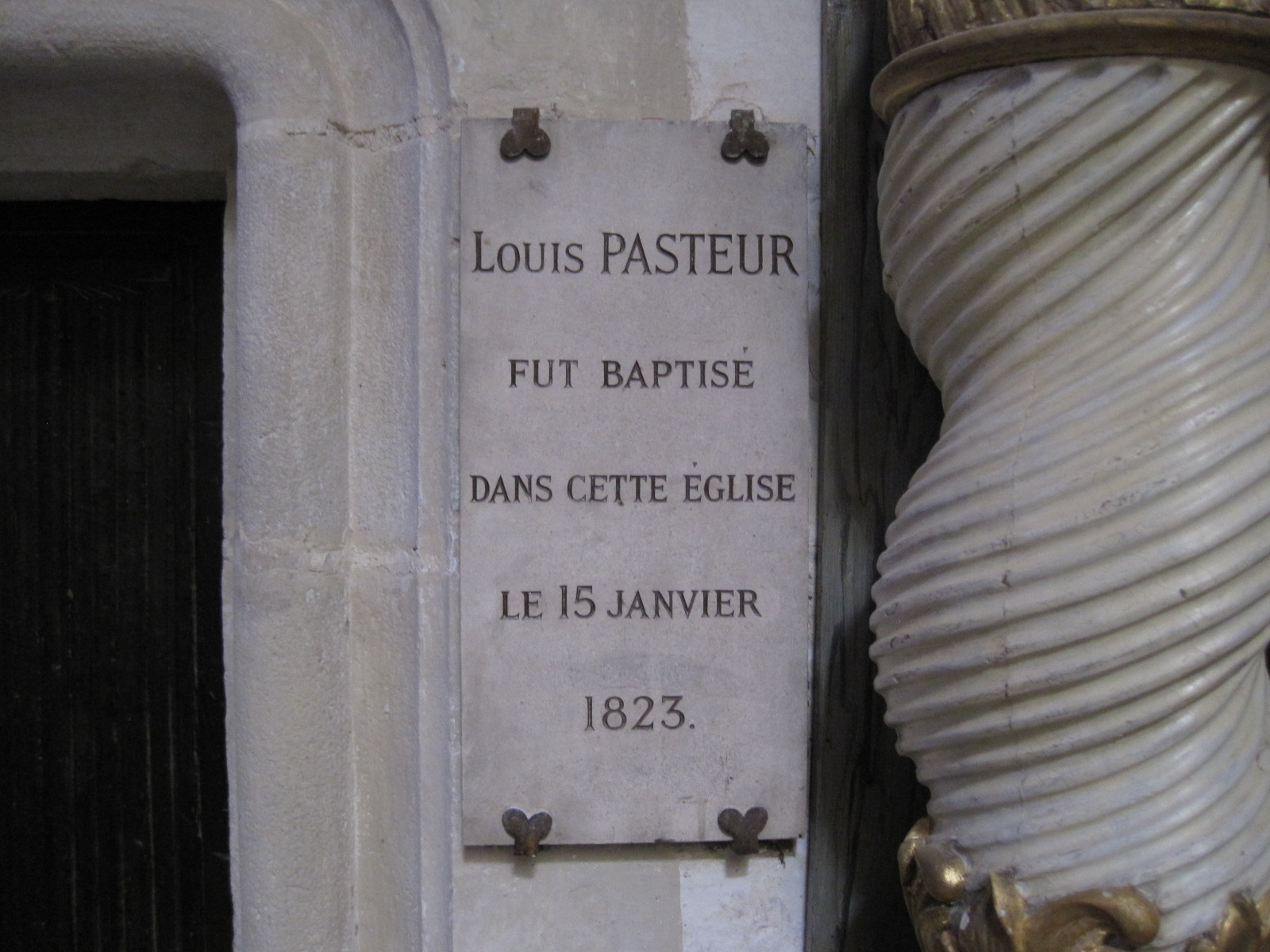
Plaque rappelant le baptême de Louis Pasteur.

## La collégiale dans les arts
La collégiale, en plus d'être présente sur le logo officiel de la ville de Dole, ou sur des timbres postaux (1971, 2007), suscite une certaine émulation artistique.
En effet, l'édifice est depuis longtemps prisée par les dessinateurs, les peintres, les mosaïstes, et les photographes. Cet engouement permet la tenue d'expositions, à l'instar de celle organisée par le Musée des beaux-arts de Dole, en 2009, à l'occasion des 500 ans de l'édifice, sur le thème de "La Collégiale des peintres du XVIIe siècle au XXIe siècle", ou encore la réalisation de films historisants, comme "Notre-Dame de Lumière", produit et réalisé, en 2009, par l'Amicale Photo des Usines Solvay, avec un scénario d'André Besson et une mise en scène de Chantal Mairet.